# Vésuve
Vous lisez un « bon article » labellisé en 2007.
Le Vésuve ou mont Vésuve (monte Vesuvio en italien, Vesuvius mons en latin) est un Somma-stratovolcan italien d'une altitude de 1 281 mètres, bordant la baie de Naples, à l'est de la ville. Il s'agit du seul volcan d'Europe continentale à être entré en éruption durant les cent dernières années, sa dernière éruption datant de 1944.
Entré en éruption à de nombreuses reprises au cours des derniers millénaires, il s'agit de l'un des volcans les plus dangereux du monde en raison de sa tendance explosive et surtout de la population importante qui vit à ses abords. Il est ainsi à l'origine de la destruction des villes de Pompéi, d'Herculanum, d'Oplontis et de Stabies, ensevelies en 79 sous les cendres ou une coulée pyroclastique.
Il a inspiré de nombreuses légendes et représentations au cours des siècles. La montagne est classée parc national depuis 1995.

## Toponymie
Il existe trois théories autour de l'origine du mot « Vésuve » :
- Héraclès était le fils du dieu Zeus et de Alcmène de Thèbes. Zeus était également connu, comme dieu de la pluie et de la rosée, sous le nom de Huēsou huios (Ὓησου υἱός). En translittérant ου en V comme c'est habituellement fait, d'autres upsilons également en V (au lieu du HY habituel) et en changeant le cas du mot en nominatif latin finissant en us, le résultat obtenu est VESVVIVS — Vesuvius ;
- du mot osque fesf signifiant « faire de la fumée »[3] ;
- de la racine protoindoeuropéenne *ves- signifiant « montagne »[4].

## Géographie

### Situation

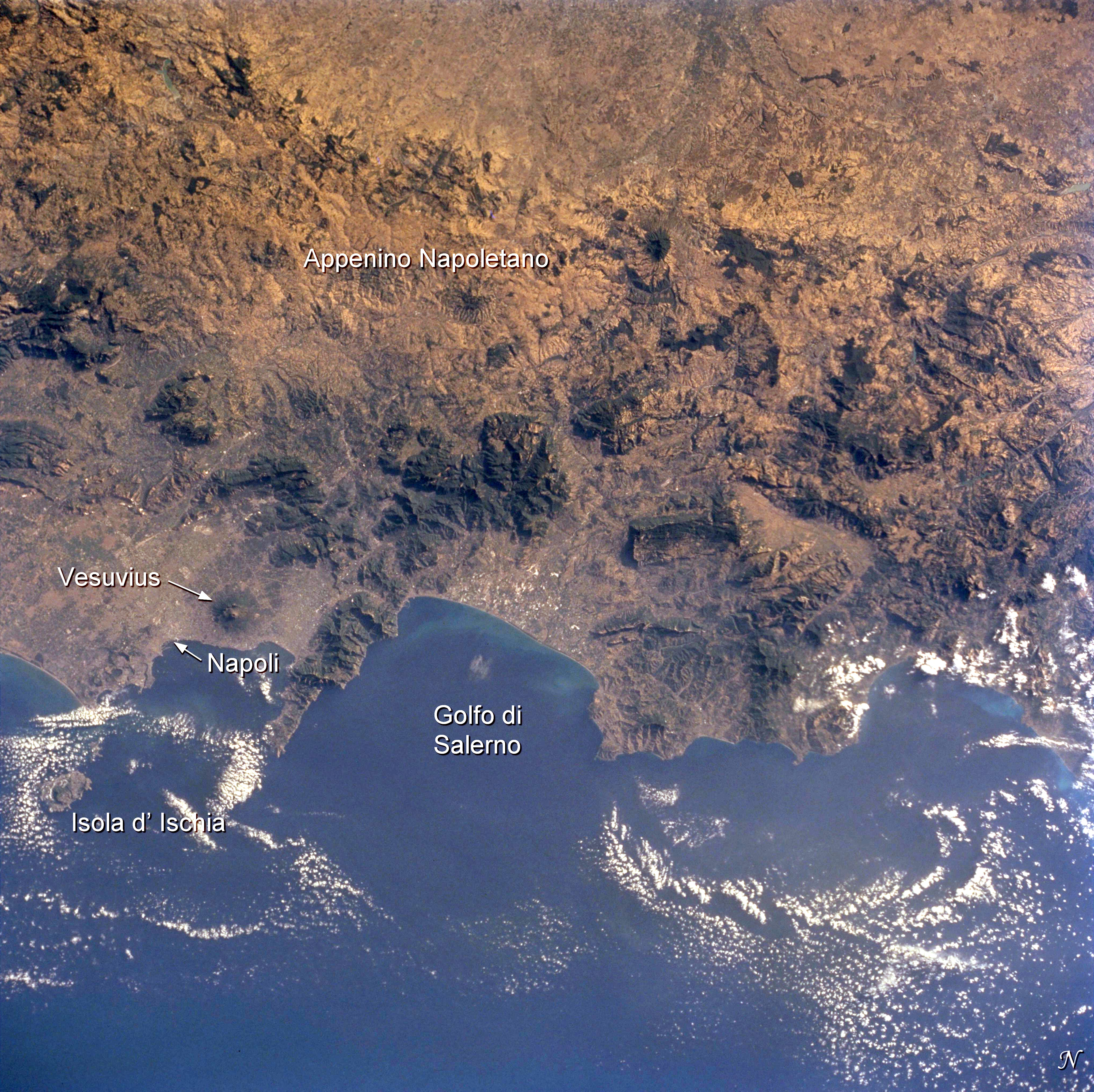
La baie de Naples et le Vésuve

Le Vésuve s'élève à 1 281 mètres d'altitude dans la région italienne de Campanie, au-dessus de la baie de Naples (en mer Tyrrhénienne), à environ neuf kilomètres à l'est du cœur de la deuxième plus grande agglomération du pays avec quatre millions d'habitants. Il se situe au sud de la chaîne principale des Apennins.
Il s'agit du seul volcan d'Europe continentale à être entré en éruption durant les cent dernières années, les deux autres, en Italie, étant situés sur des îles : l'Etna (Sicile) et le Stromboli (îles Éoliennes).

### Topographie

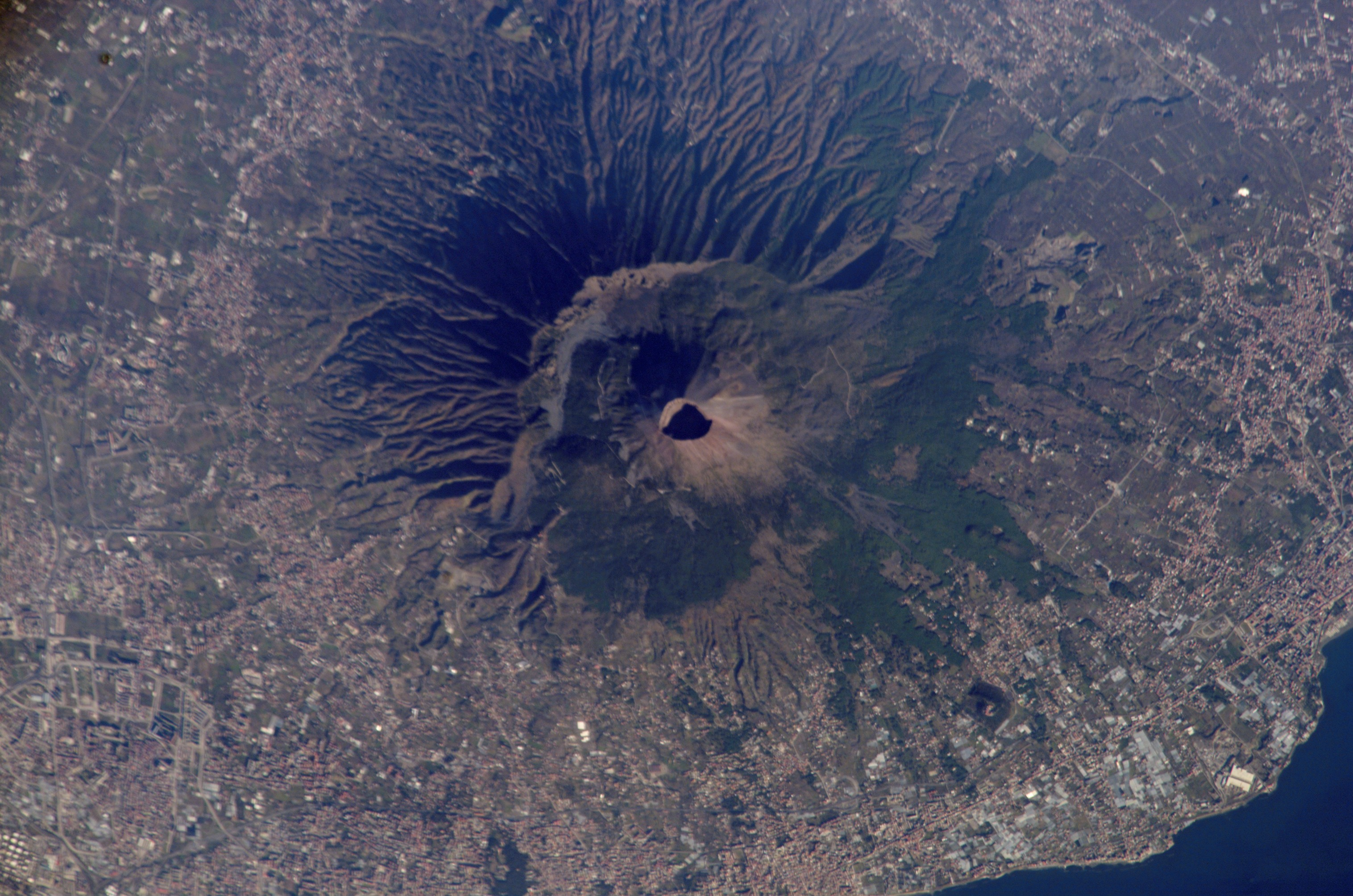
Photo satellite du Vésuve

La topographie du volcan est constituée de deux éléments : le premier est le mont Somma au nord, entourant partiellement le cône actuel, vestige de l'ancien édifice plus élevé, détruit par l'éruption de 79, et le second est le cône du Vésuve (Gran Cono), formé après, dans un ancien volcan préexistant lors de l'éruption de 79. Pour cette raison, le volcan est aussi appelé Somma Vésuve (ou Somma Vesuvio).
La caldeira a commencé à se former durant une éruption estimée à 17 000 ou 18 300 ans et a été élargie par des éruptions successives jusqu'en l'an 79. Cette structure a donné son nom au terme « volcan Summa », qui décrit tout type de volcan avec une caldeira sommitale entourant un cône plus récent.

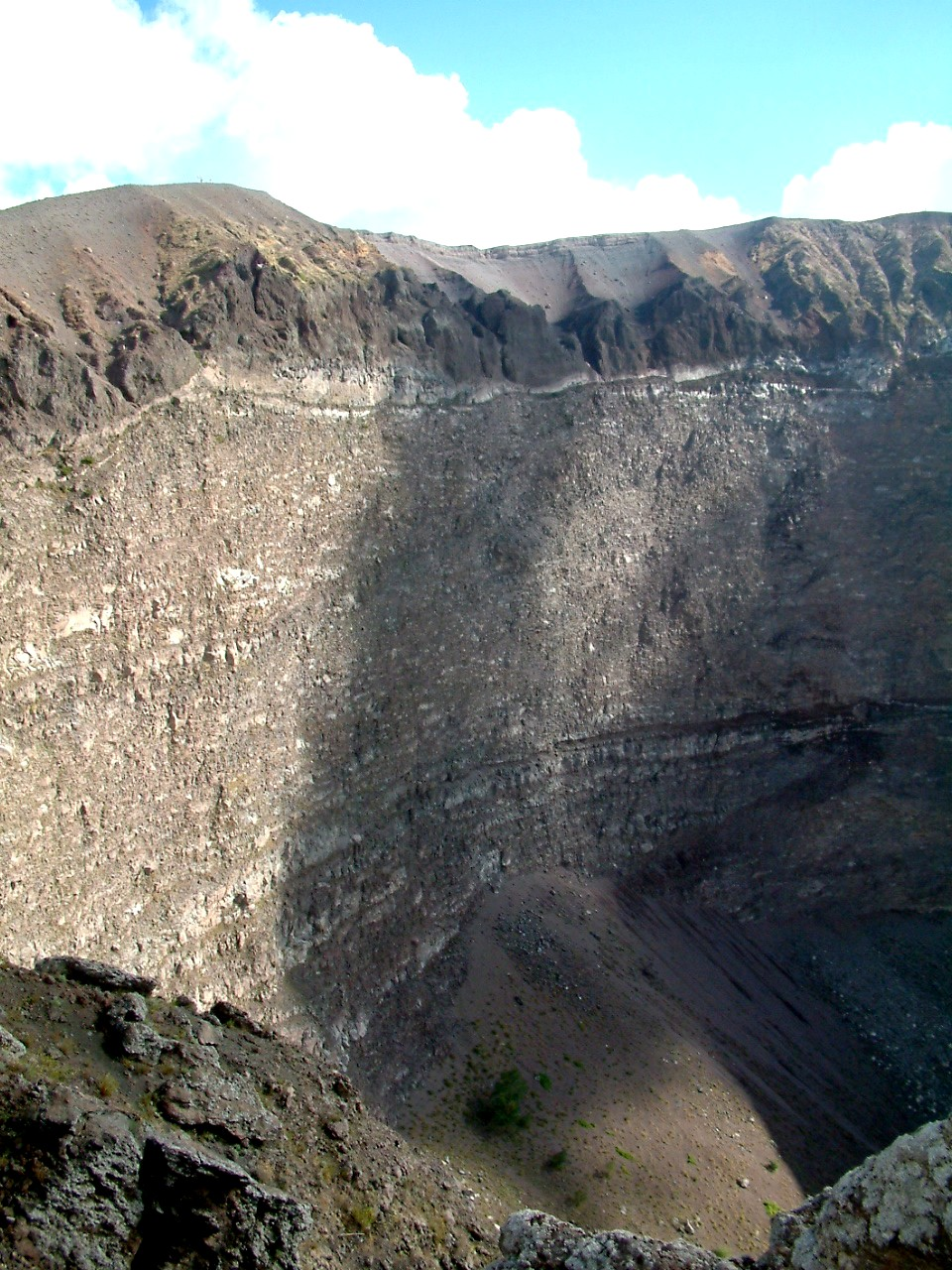
L'intérieur du cratère

C'est un volcan de type explosif doté d'un cratère conique tronqué de 300 mètres de profondeur pour 400 mètres de diamètre. Ce cratère est cependant bouché : le magma se trouve à une dizaine de kilomètres en dessous. En effet, s'il n'est actuellement plus en éruption, il reste en activité : les secousses telluriques sont importantes (plus de 700 par an) et des fumerolles continuent à relâcher des gaz. Il est donc sous surveillance constante.
La hauteur du cône principal a constamment changé au cours des éruptions successives, mais est actuellement de 1 281 mètres. Le mont Somma culmine quant à lui à 1 149 mètres, la vallée Atrio di Cavallo, large de 5 kilomètres séparant les deux.

### Population

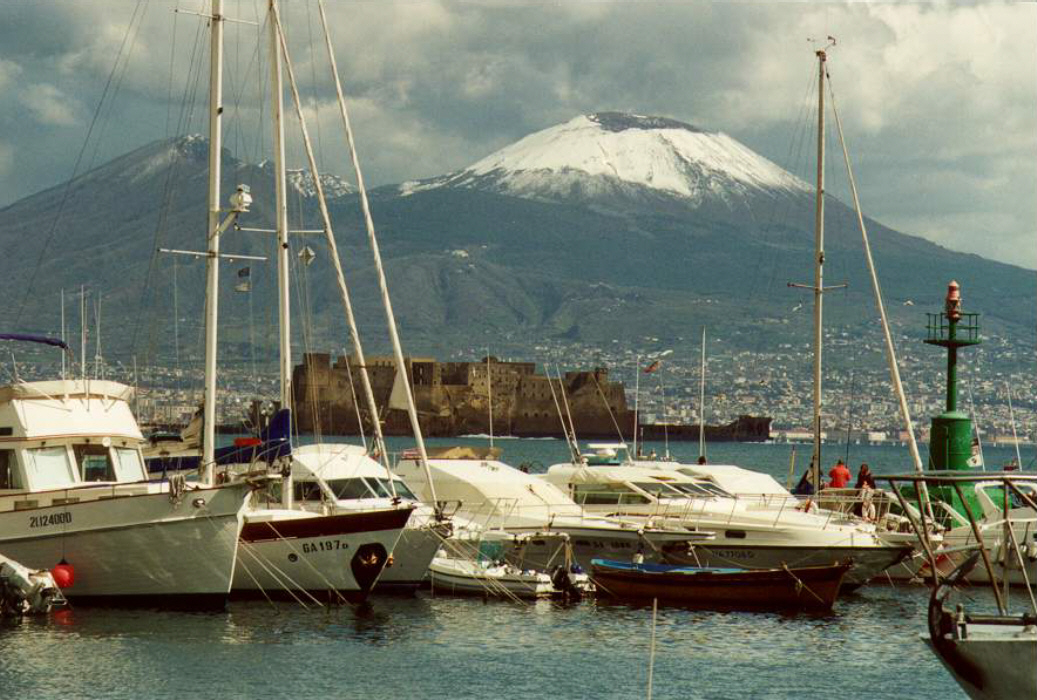
La ville de Naples et le Vésuve enneigé vus depuis la baie

Les sols volcaniques très fertiles attirent une forte densité humaine malgré le danger des éruptions comme celle de 79. Selon les scientifiques, Naples est construite sur une chambre magmatique d'environ 400 km2, dont l'explosion serait catastrophique. La ville et son agglomération comportent une population de 4 millions d'habitants, ce qui en fait la deuxième plus peuplée d'Italie derrière Milan, parmi lesquels 600 000 personnes vivent en zone rouge directement au pied du volcan.

### Géologie

#### Origine du volcanisme
Selon des travaux récents, le Vésuve serait un volcan en zone d'extension (rift). Cette extension, à l'ouest de l'Italie, serait causée par les contraintes imposées par la collision et la subduction des plaques tectoniques africaine et eurasienne, à l'est de l'Italie, la première plaque, plus dense, plongeant profondément sous la seconde. Les matériaux du manteau terrestre s'hydratent et fondent, formant le magma. Celui-ci, moins dense que les roches solides environnantes, remonte à travers les couches les plus fragiles de la surface terrestre, et finit par former le stratovolcan.

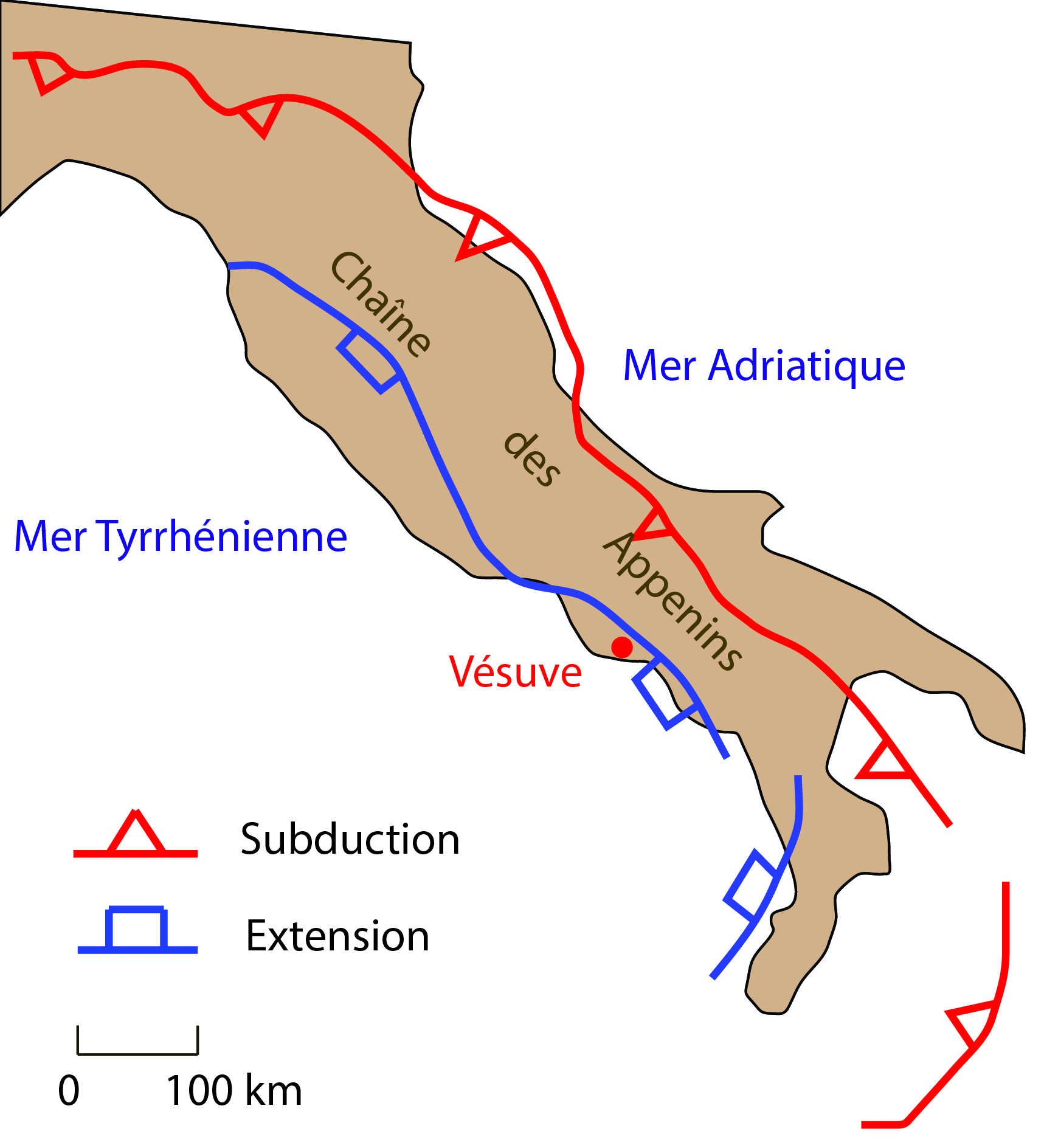
Contexte tectonique simplifié du Vésuve, en zone d'extension.

Ce cône volcanique fait partie d'un ensemble d'édifices formant l'arc campanien. Parmi eux, les champs Phlégréens sont une large caldeira à quelques kilomètres au nord-ouest, le mont Époméo se situe 20 kilomètres à l'ouest, sur l'île d'Ischia et plusieurs volcans sous-marins se trouvent au sud. L'arc forme l'extrémité méridionale d'une plus large chaîne volcanique résultant du processus de subduction qui s'étale au nord-ouest le long de la côte tyrrhénienne jusqu'au mont Amiata au sud de la Toscane. Le Vésuve est cependant le seul à être entré en éruption au cours de l'histoire récente, bien que certains autres aient eu une activité durant les quelques dernières centaines d'années. La plupart sont complètement éteints.
Le Vésuve aurait connu ses premières éruptions entre −400 000 ans et −300 000 ans, comme en témoignent des roches mises en évidence par forage. La base du volcan, le mont Somma primitif, est vieille de 20 000 ans environ.

#### Pétrologie

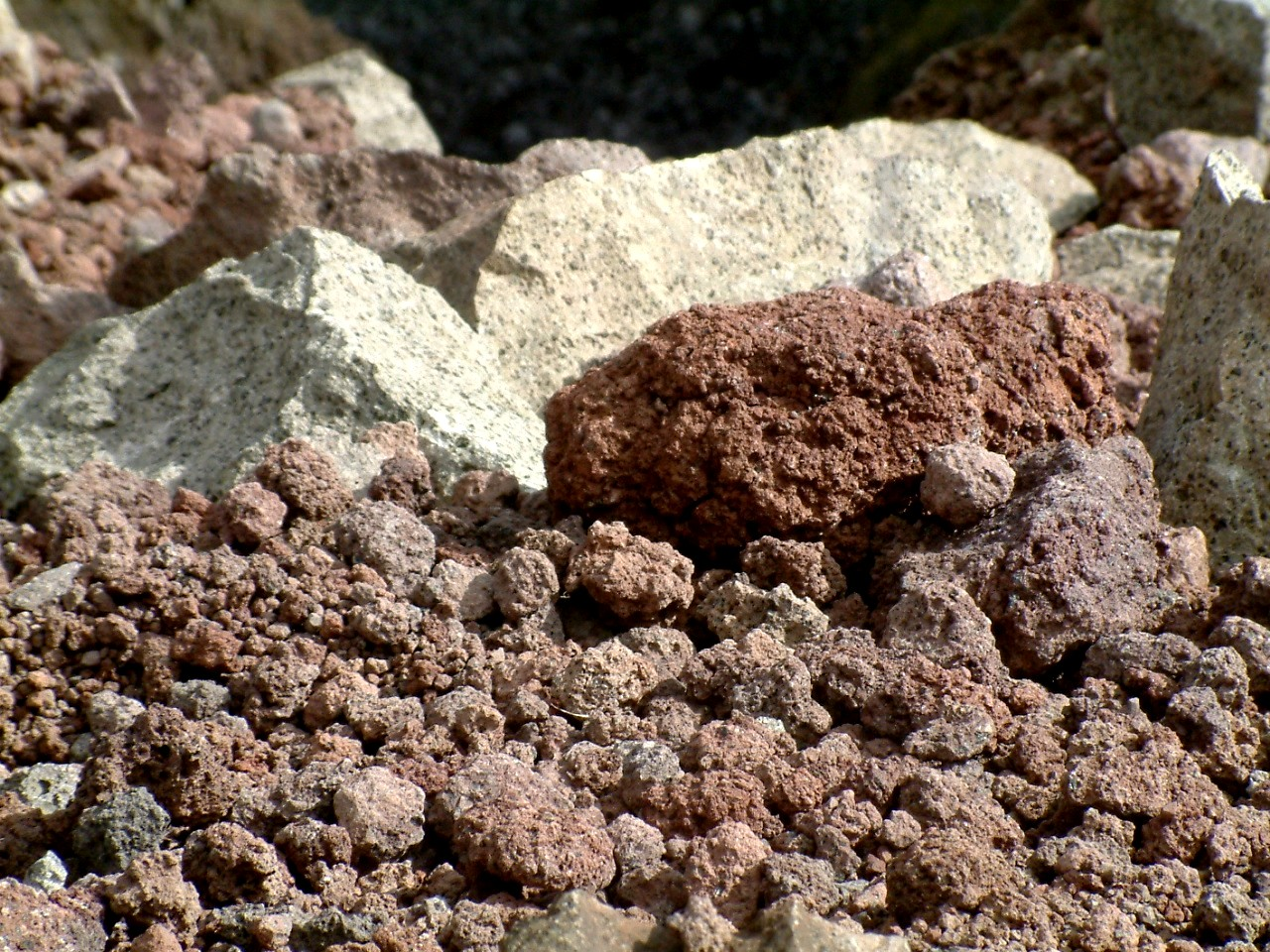
Roches du Vésuve

Les produits et laves volcaniques du Vésuve sont variés et sont issus de magmas alcalins potassiques. Les éruptions historiques ont émis des phono-téphrites, des téphri-phonolites, des phonolites ou encore des trachytes. Ces produits ont été émis sous forme de couches de lave, de scories, de cendres volcaniques et de pierres ponces.

#### Dynamismes éruptifs
Le Vésuve est connu pour ses éruptions de type explosif, comme l'éruption plinienne de l'an 79 qui a enseveli Pompéi. Mais il a aussi connu des éruptions stromboliennes comme celle de 1944, et des coulées de lave plus fluides.
Le caractère explosif du volcan est dû à un magma contenant des substances volatiles comme la vapeur d'eau et le gaz carbonique. La présence de ce dernier, dissous, est en partie due à la contamination du magma par des roches carbonatées de la croûte.

#### Formations volcaniques

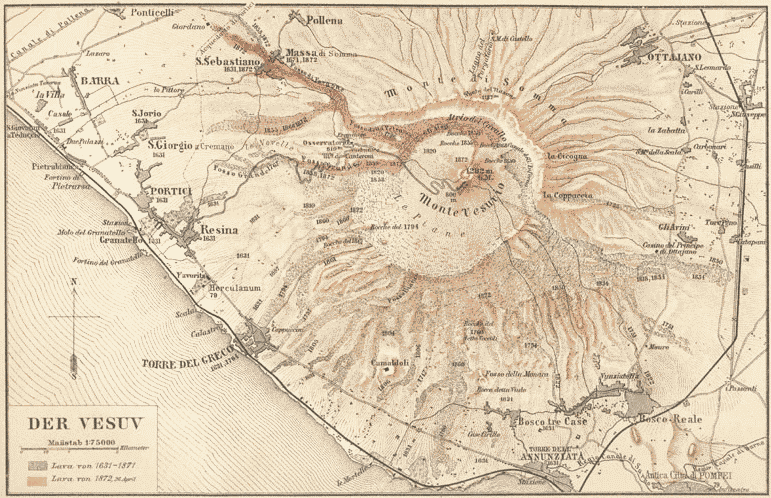
Carte historique du Vésuve (1888)

Parmi les événements éruptifs notables, l'éruption de février 1848 a produit une colonne de vapeur d'environ 15 kilomètres de haut qui a dépassé le cratère, présentant une grande variété de couleurs et suivie à l'aube de dix cercles blancs, noirs et verts sous forme de cône. Une apparition similaire a été observée en 1820.
En mai 1855, une coulée de lave incandescente large de 70 mètres s'est précipitée dans une importante crevasse de 300 mètres de profondeur. La première partie de cette fissure est un précipice et à cet endroit la lave a formé une magnifique cascade de feu.
En 1872, une spectaculaire éruption a créé un vaste nuage en forme de pin et la lave a détruit la région de Massa di Somma et San Sebastiano al Vesuvio.
Dans les années d'activité intermédiaire, la lave débordant du cratère a formé deux dômes de stagnation : en 1895, le Colle Margharita (à Atrio del Cavallo, à demi-enterré par la lave de l'éruption de 1944) et en 1898, le Colle Umberto. Ce dernier, encore parfaitement intact, constitue une sorte de barrière naturelle pour l'observatoire, depuis que la lave s'épanchant directement vers lui est déviée par les flancs du dôme.
L'éruption de 1906, efficacement décrite par Frank Alvord Perret et Matilde Serao, a été la plus importante survenue au cours du XXe siècle. Il est encore difficile d'établir exactement le volume d'éjecta. Une immense coulée de lave qui prenait la direction de Torre Annunziata a été miraculeusement stoppée par les murs du cimetière. Le 1er avril 1906 une infiltration aquifère dans la chambre magmatique a provoqué la vaporisation violente de l'eau au contact du magma et entraîné, dans l'ultime heure d'activité, une série d'explosions violentes et un abaissement du sommet de 220 mètres. L'effondrement du toit de l'église de San Giuseppe Vesuviano, causé par la pluie de cendres, a tué les 105 personnes qui s'y étaient réfugiées pour prier.
Une éruption intermédiaire est survenue en 1929, lorsqu'un lac de lave qui s'est formé dans le cratère a fini par déborder sur le versant sud-est pour ne détruire que quelques vignobles.

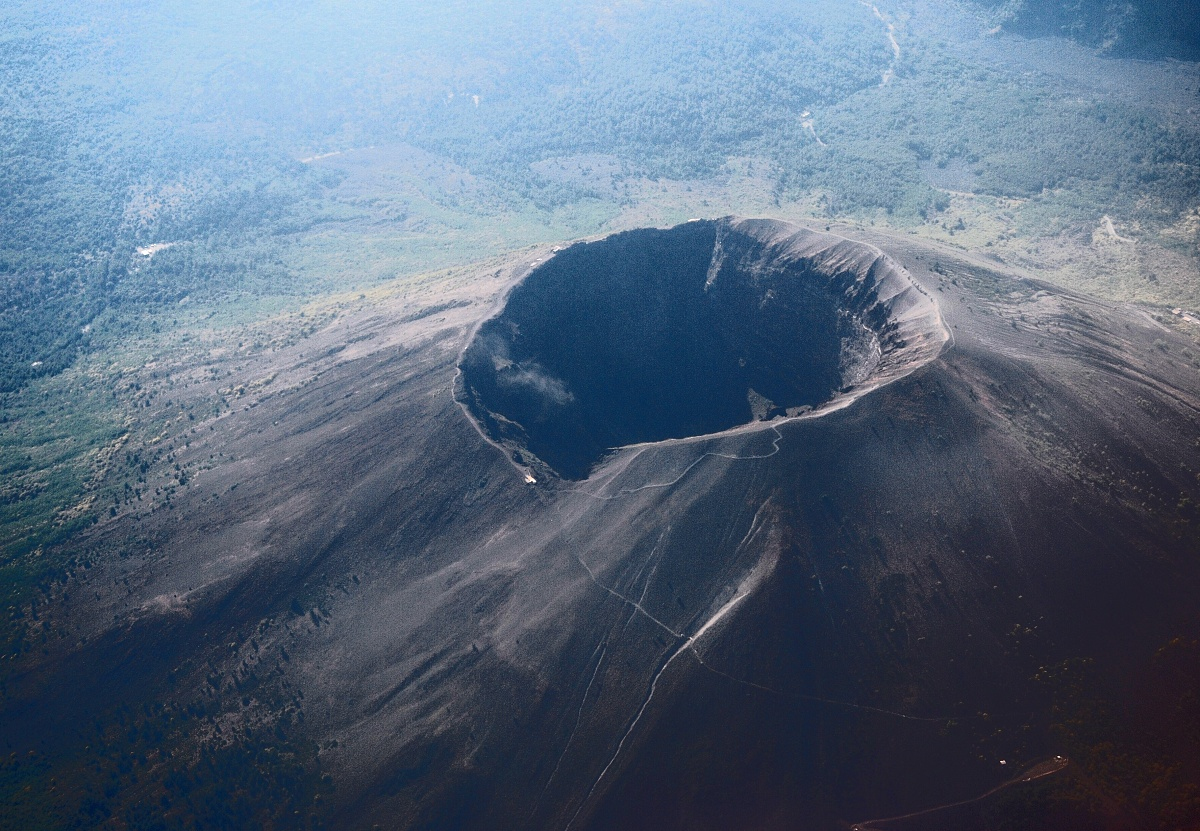
Vue aérienne du Vésuve

La dernière éruption s'est produite les 16 et 29 mars 1944 et a de nouveau détruit Massa et San Sebastiano al Vesuvio. Elle a parsemé tout le versant méridional de cendres et a été rendue célèbre dans les actualités en raison de la présence de troupes anglo-américaines qui occupaient Naples à l'époque. Des fontaines spectaculaires de lave se sont élevées jusqu'à 800 mètres de haut, alors que 26 personnes étaient tuées par la pluie de cendre et que le cratère subissait une altération radicale.

### Faune et flore

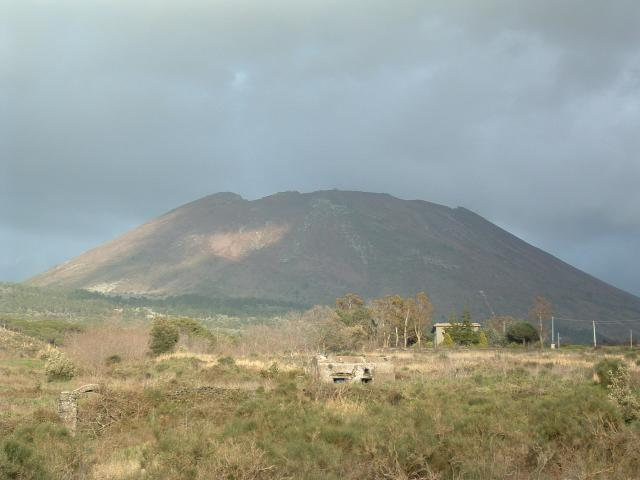
Le cône du Vésuve : les dernières coulées de lave sont encore visibles.

Les flancs de la montagne sont couverts de coulées de lave mais généralement densément boisés, avec des broussailles en haute altitude et des vignobles à basse altitude. Actuellement, les coulées de lave de la dernière éruption datant de 1944 sont bien visibles car elles n'ont pas encore été recouvertes par la végétation.
La flore autour du Vésuve et du mont Somma varie selon les saisons mais partage des aspects communs, en particulier la forte anthropisation qui caractérise les premières pentes de la montagne. Le cône volcanique est sec et ensoleillé, avec une végétation méditerranéenne typique composée de pinèdes artificielles et d'yeusaies. Le mont Somma est plus humide, avec une végétation similaire à celle des Apennins : châtaigniers, chênes, aulnes, érables, chênes verts et, rarement, le bouleau, peu répandu dans le milieu méditerranéen.
La richesse de la végétation sur les anciennes coulées de lave est due à l'implantation rapide du Stereocaulon vesuvianum, un lichen gris à l'aspect de corail qui colonise les laves refroidies et prépare le terrain pour les autres plantes. On recense 906 espèces différentes de plantes sur la montagne.
La faune du volcan est particulièrement intéressante, avec la présence du lérot, rare ailleurs en Italie, de la fouine, du renard, du lapin de garenne et du lièvre. Plus de 100 espèces d'oiseaux se trouvent autour du Vésuve, migrateurs ou non, hibernants ou non. Parmi les reptiles, les espèces les plus communes sont le lézard vert, le Masticophis (un genre de serpent inoffensif) et le gecko turc, et parmi les insectes, les papillons diurnes et nocturnes, les plus colorés durant la période de floraison.

## Histoire

### Préhistoire et Antiquité
La montagne s'est formée initialement il y a 25 000 ans, résultat de l'éruption plinienne de Codola. Bien que la région ait été sujette à une activité volcanique depuis au moins 400 000 ans, la plus basse couche de matériel éruptif provenant du mont Somma se retrouve au-dessus de l'ignimbrite campanienne datée de 34 000 ans et produite par les champs Phlégréens.
Il a été ensuite agrandi par une série de coulées de lave, intercalées avec de plus petites éruptions explosives. Toutefois, le style d'explosion a changé il y a 19 000 ans environ vers une séquence de larges éruptions pliniennes explosives, celle de l'an 79 étant la dernière. Les éruptions sont nommées en fonction des dépôts d'éjecta produits, :
- Pomici di base (« ponce basique ») - Sarno : il y a 17 000 à 18 300 ans, 6 sur l'échelle VEI, probablement la plus violente des éruptions qui a vu la formation de la caldeira du Somma. Elle a été suivie par une période de bien moindre activité, avec des éruptions effusives ;
- Pomici verdoline (« ponce verdâtre ») : il y a 15 500 à 16 000 ans, 5 sur l'échelle VEI ;
- Pomici di Mercato ou Pomici Ottaviano ou Pomici Gemelle : il y a 7 900 à 8 000 ans, 6 sur l'échelle VEI, précédée d'une moindre éruption explosive il y a 11 400 ans (Lagno Amendolare, VEI 4) ;
- Pomici di Avellino : il y a 3 750 à 3 800 ans (année -1660 ± 43 ans, selon une datation carbone[23]), 6 sur l'échelle VEI, précédée de deux moindres éruptions explosives il y a 6 000 et 4 500 ans environ (Novelle, VEI 4). L'éruption d'Avellino s'est déroulée 2 kilomètres à l'ouest du cratère actuel et a détruit plusieurs colonies de l'âge du bronze ancien. De remarquables vestiges ont été découverts sur le site archéologique de la Croce del Papa en mai 2001, aux abords de Nola, surnommée la « Pompéi préhistorique » : cabanes, poteries, bétail et même des empreintes animales et humaines ainsi que des squelettes. La plupart des habitants ont fui en hâte, laissant le village enseveli sous les pierres ponces et la cendre, un destin similaire à celui de Pompéi[24],[25]. À titre de comparaison, cette éruption a été plus importante que celles de 79 (VEI 5) et 1631 (VEI 4), avec des retombées de nuées ardentes jusqu'à 15 kilomètres au nord-ouest du cratère et des dépôts de 3 mètres d'épaisseur dans la région actuellement occupée par Naples[26].

Ensuite, le volcan est entré dans une phase d'éruptions plus fréquentes mais moins violentes jusqu'à l'éruption plinienne la plus récente qui a détruit Pompéi.
La dernière de ces éruptions s'est probablement produite en -217. Des tremblements de terre sont attestés en Italie durant cette année et le soleil a été signalé comme étant voilé par une brume ou un brouillard sec. Plutarque écrit que le ciel est en feu près de Naples et Silius Italicus mentionne dans son poème épique Punica que le Vésuve tonnait et produisait des flammes pire que l'Etna cette année-là, bien qu'ils soient contemporains d'environ 250 ans de l'événement rapporté. Des échantillons de carottes de glace du Groenland de cette période approximative montrent une acidité relativement élevée supposée avoir été provoquée par le sulfure d'hydrogène de l'atmosphère.
Le volcan a ensuite été calme durant des centaines d'années et était décrit par les écrivains romains comme étant couvert de jardins et vignobles, excepté au sommet qui était rocailleux. À l'intérieur d'un large cercle de falaises presque perpendiculaires se trouvait un espace plat assez large pour abriter le cantonnement de l'armée du rebelle Spartacus en -73. Cette zone était sans aucun doute un cratère. La montagne semble n'avoir eu qu'un seul sommet à cette époque, à en juger par une peinture murale, Bacchus et le Vésuve, découverte dans une habitation pompéienne, la « Maison du Centenaire » (Casa del Centenario).
Plusieurs documents écrits durant les 200 années qui ont précédé l'éruption de 79 décrivent une nature volcanique de la montagne, bien que Pline l'Ancien ne la dépeigne pas de cette façon dans Naturalis Historia :
- l'historien grec Strabon (vers -63 - vers 24), dans le livre V, chapitre 4 de Geographica[30] décrit la montagne comme ayant un sommet principalement plat et stérile, couvert de suie et de roches couleur cendre, et suggère qu'il a pu un jour posséder des « cratères de feu ». Il suppose également que la fertilité des versants alentour pourrait être due à une activité volcanique, comme à l'Etna ;
- l'architecte romain Vitruve (vers -80 - vers -25), dans le livre II de De Architectura[31] rapporte que les feux ont un jour existé abondamment en dessous de la montagne et qu'elle a vomi la flamme sur les campagnes alentour. De cet embrasement seraient provenues les pierres ponces pompéiennes, auxquelles, le feu, en les cuisant, aurait ôté leur qualité première ;
- l'écrivain grec Diodore de Sicile (vers -90 - vers -30), dans le livre IV de Bibliotheca Historica[32] écrit que la plaine campanienne était appelée « Ardente » (Flegrei ou Phlégréen) en raison de la montagne, le Vésuve, qui avait craché des flammes comme l'Etna et montrait des signes de feu qui avaient brûlé dans des temps anciens[22].

En 79, la région est, comme aujourd’hui, densément peuplée avec des villages, des villes et de petites cités comme Pompéi, et les pentes du volcan sont couvertes de vignobles et de fermes.

### Éruption de 79

#### Prémices
L'éruption de 79 est précédée 17 ans auparavant par un puissant tremblement de terre, le 5 février 62 qui cause des ravages étendus autour de la baie de Naples et particulièrement à Pompéi. De nombreux dégâts n'ont pas été réparés au moment de l'éruption. Toutefois, il se peut qu'il s'agisse d'un simple événement tectonique plutôt qu'un signe du réveil du volcan.
Un autre plus petit séisme a lieu en 64 ; il est enregistré par Suétone dans sa biographie de Néron, De Vita Caesarum, et par Tacite dans le livre XV des Annales car il se déroule alors que l'Empereur est à Naples, pour une première représentation dans un théâtre public. Suétone note qu'il continue à chanter durant les secousses jusqu'à la fin de la chanson, alors que le théâtre s'effondre peu de temps après avoir été évacué.
Les Romains prospèrent en s'habituant aux séismes mineurs dans la région ; l'écrivain Pline le Jeune écrit qu'ils « ne sont pas particulièrement alarmants en raison de leur fréquence en Campanie ». Au début du mois d'août 79, les fontaines et les puits s'assèchent. De petits tremblements de terre commencent à se dérouler le 20 octobre 79, devenant plus fréquents au cours des quatre jours suivants. Mais ces avertissements ne sont pas reconnus (les Romains n'ont pas de mot pour désigner un « volcan » et seulement une vague notion des autres montagnes similaires comme l'Etna, demeure de Vulcain), et l'après-midi du 24 octobre, une éruption catastrophique du volcan démarre. Elle dévaste la région, enfouissant Pompéi et les autres colonies. Par coïncidence, il s'agit du lendemain de Vulcanalia, le festival du dieu romain du feu,,,,.

#### Date de l’éruption
L'éruption de l'an 79 est documentée par les historiens contemporains et traditionnellement acceptée comme ayant débuté le 24 août. Toutefois, les fouilles archéologiques de Pompéi suggèrent que la ville a été ensevelie quelques mois plus tard,. En effet, les victimes retrouvées dans la cendre se révèlent porter des vêtements plus chauds que les claires tuniques d'été auxquelles on s'attendrait pour un mois d'août. La monnaie trouvée dans la bourse d'une femme ensevelie comporte une pièce commémorative censée avoir été frappée fin septembre. Les fruits et légumes frais dans les boutiques sont typiques d'un mois d'octobre et inversement les fruits d'été typiques d'un mois d'août étaient déjà vendus séchés ou en conserves. Les jarres de vin fermenté étaient scellées alors que ça n'arrivait qu'aux alentours de fin octobre.
En 2018, un graffiti est retrouvé dans la maison dite « maison au jardin » : l'inscription contient la date XVI K NOV, le seizième jour avant les calendes de novembre, soit le 17 octobre ; elle n'aurait pas pu être faite si la ville avait été détruite fin août. Ces découvertes portent donc la date d’ensevelissement de Pompéi au 24 octobre,.

#### Nature de l’éruption

Portée du nuage de cendres et scories projeté par l'éruption

L'éruption du Vésuve en 79 s'est déroulée en deux phases, une éruption plinienne qui a duré 18 à 20 heures et projeté vers le sud une pluie de pierres ponces, pour recouvrir Pompéi d'une épaisseur allant jusqu'à 2,8 mètres, suivie d'une éruption péléenne avec une nuée ardente qui a atteint Misène vers l'ouest et le nord-ouest. Deux nuées ardentes ont envahi Pompéi, brûlant et asphyxiant les retardataires. Oplontis et Herculanum ont reçu la majeure partie des nuées et ont été ensevelies de fine cendre et de dépôts pyroclastiques,
Les ponces sont des téphrites phonolitiques à leucite.

#### Observations de Pline le Jeune
Le seul témoin oculaire survivant fiable, Pline le Jeune, âgé de 17 ans à l'époque de l'éruption, relate l'événement dans deux de ses Lettres adressées en 104 à l'historien Tacite. Observant depuis Misène, à l'opposé de la baie, soit à environ 35 kilomètres du volcan, alors que son oncle navigue plus près, il contemple un nuage extraordinairement dense et croissant rapidement au sommet de la montagne :

« Il était difficile de discerner de loin de quelle montagne sortait ce nuage ; l'événement a découvert depuis que c'était du mont de Vésuve. Sa figure approchait de celle d'un arbre, et d'un pin plus que d'aucun autre ; car, après s'être élevé fort haut en forme de tronc, il étendait une espèce de feuillage. Je m'imagine qu'un vent souterrain violent le poussait d'abord avec impétuosité et le soutenait ; mais, soit que l'impulsion diminuât peu à peu, soit que ce nuage fût affaissé par son propre poids, on le voyait se dilater et se répandre ; il paraissait tantôt blanc, tantôt noirâtre, et tantôt de diverses couleurs, selon qu'il était plus chargé ou de cendre ou de terre. »

— Pline le Jeune, Épîtres, livre VI, lettre 16
Il s'agit d'une colonne éruptive, aujourd'hui estimée à plus de 42 kilomètres de hauteur.
Après quelque temps, il décrit le nuage s'élançant au bas des flancs de la montagne et recouvrant tout sur son passage, y compris la côte environnante. On sait aujourd'hui qu'il s'agissait d'une nuée ardente, nuage surchauffé de gaz, cendre et roche crachés par le volcan. Les géologues ont utilisé les caractéristiques magnétiques de plus de 200 roches volcaniques et débris (tels que des tuiles) trouvés à Pompéi pour estimer la température de la nuée. En effet, lorsque les roches en fusion se solidifient, les minéraux magnétiques contenus enregistrent la direction du champ magnétique terrestre. Si le matériau est porté au-delà d'une certaine température, connue en tant que point de Curie, le champ magnétique de la roche peut être modifié voire réinitialisé. La plupart des matériaux analysés ont révélé des températures comprises entre 240 et 340 °C (avec quelques zones avec de plus basses températures avoisinant 180 °C). Cela suggère que le nuage de cendre avait une température de 850 °C lorsqu'il a émergé du Vésuve et a chuté à 350 °C le temps d'atteindre la ville. Il a été modélisé que les turbulences peuvent avoir un mélange d'air frais au sein de la nuée. C'est ce qu'on appelle désormais la phase plinienne de l'éruption, en référence à la fois à Pline le Jeune et Pline l'Ancien.
Pline a déclaré que plusieurs secousses telluriques ont été ressenties au moment de l'éruption et ont été suivies par un très violent tremblement de terre. Il a également noté que la cendre tombait en très épaisses particules à tel point que le village où il se trouvait devait être évacué et ensuite que le soleil était masqué par l'éruption si bien qu'il faisait sombre en plein jour. Enfin, la mer a été aspirée et résorbée par un séisme, phénomène appelé aujourd'hui « tsunami ».

#### Mort de Pline l'Ancien
Pline l'Ancien, oncle et père adoptif de Pline le Jeune, a le commandement de la flotte romaine à Misène et décide en conséquence de prendre plusieurs navires pour étudier le phénomène à portée de main. Alors qu'ils s'apprêtent à quitter le port, un messager arrive pour prévenir Pline qu'un de ses amis l'implore de lui porter secours, et la flotte décide également de tenter une mission de sauvetage pour les personnes vivant au pied du volcan. Il met les voiles à travers la baie mais rencontre d'épaisses averses de cendre chaude, de morceaux de ponce et de fragments de roche qui, altérant le littoral et la profondeur d'eau, bloquent l'approche au rivage et empêchent d'accoster. Les vents de sud dominants compliquent également la tentative mais Pline décide de continuer face au vent en direction de Stabies (environ 4,5 kilomètres de Pompéi), où il débarque et se réfugie chez Pomponianus, un ami. Celui-ci avait déjà chargé un bateau avec ses biens et se préparait à partir, mais le vent était contre lui.
Pline et son groupe observent les flammes provenant de plusieurs endroits de la montagne (probablement la nuée ardente responsable de la destruction de Pompéi et Herculanum). Après avoir passé la nuit, ils décident d'évacuer malgré la pluie d'éjectas en raison de la prolongation des conditions violentes menaçant d'effondrer le bâtiment. Pline, Pomponianus et leurs compagnons font route inverse en direction de la plage avec des coussins attachés à leur tête pour se protéger contre les chutes de roche. À ce moment, il y a tellement de cendre dans l'air que le groupe peut à peine se distinguer à travers les ténèbres et a besoin de torches et de lanternes pour trouver son chemin. Ils finissent par arriver sur la plage mais trouvent des eaux trop violemment perturbées par les séismes pour pouvoir espérer s'échapper par la mer.
Pline l'Ancien s'écroule et meurt. Dans sa première lettre à Tacite, son neveu suppose qu'il a subi les inhalations des gaz sulfuriques empoisonnés. Pourtant Stabies se trouvait à 16 kilomètres du volcan (approximativement à l'emplacement de la ville actuelle de Castellammare di Stabia) et ses compagnons n'ont apparemment pas été affectés par les fumées ; il est alors plus probable que le corpulent Pline soit mort d'une autre cause, comme une apoplexie ou un infarctus du myocarde. Son corps est retrouvé sans blessure apparente le 26 octobre, après que le panache s'est dispersé suffisamment pour que la lumière du jour réapparaisse.

#### Destruction de Pompéi et d'Herculanum
La ville romaine de Pompéi, dans la baie de Naples, est entièrement ensevelie lors de l'éruption de 79, de même que ses voisines Herculanum, Oplontis et Stabies. Cette catastrophe fait plusieurs dizaines de milliers de morts.

#### Bilan

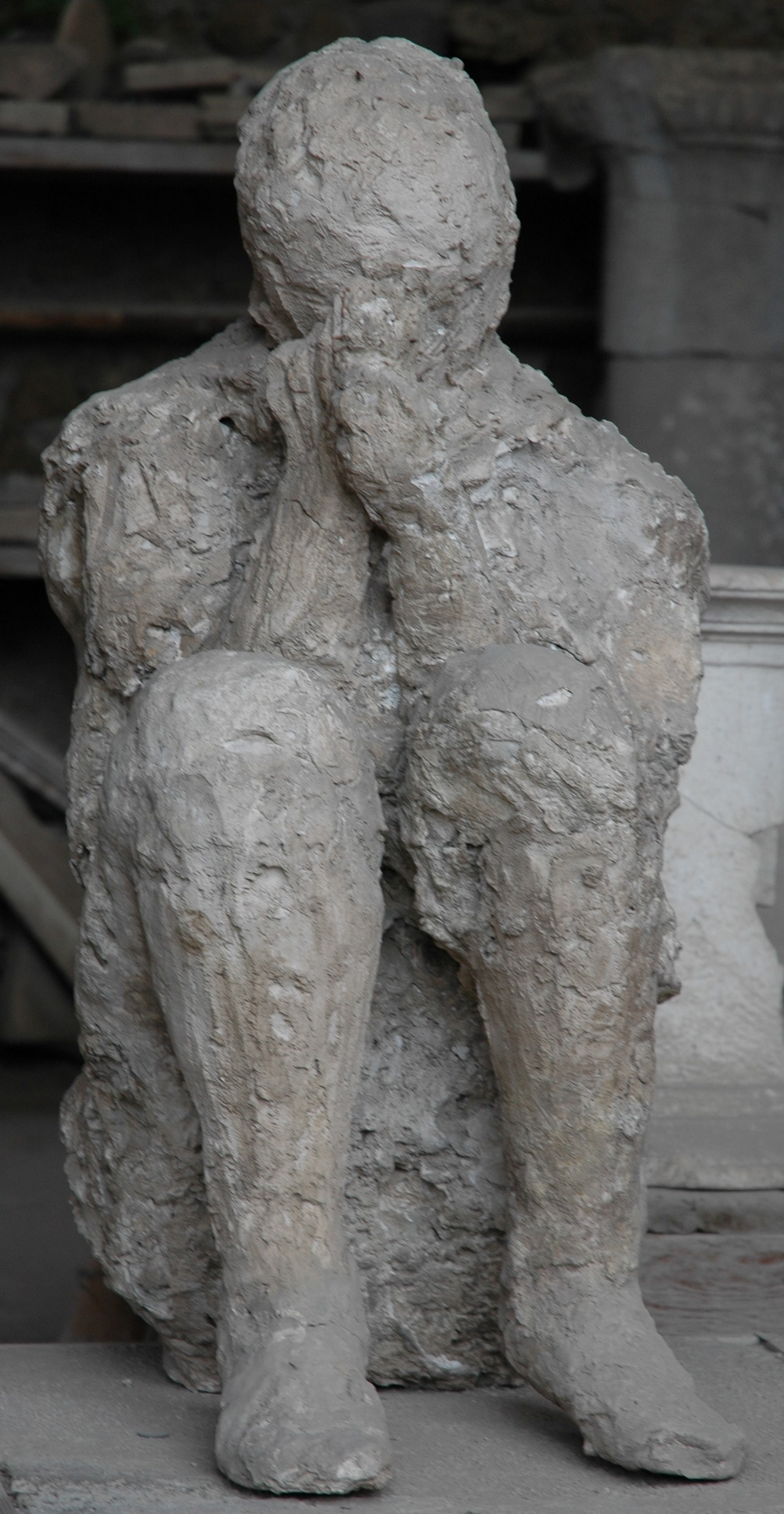
Exemple de moulage d'un corps de victime.

Avec Pline l'Ancien, les seules autres victimes nobles de l'éruption connues par leur nom sont Agrippa, un fils de la princesse juive Drusilla et du procurateur Antonius Felix, et sa femme.
Les estimations de la population de Pompéi vont de 10 000 à 25 000 habitants, tandis que Herculanum est supposée avoir eu une population de 5 000 habitants. Le nombre de victimes de l'éruption n'est pas connu avec certitude, bien que 1 150 corps aient été découverts à Pompéi ou dans les alentours. Les restes de 350 corps ont été trouvés à Herculanum, dont 300 sous des voûtes découvertes en 1980. Toutefois, ces chiffres représentent sans conteste une forte sous-estimation du nombre total de morts à travers la région affectée par l'éruption.
38 % des victimes de Pompéi ont été trouvées dans les dépôts de cendre, la majorité à l'intérieur des bâtiments. Elles ont probablement été tuées pour la plupart par l'effondrement des toits, tandis que pour le nombre plus petit de celles trouvées dehors, elles l'ont probablement été par la chute de tuiles ou de plus larges roches crachées par le volcan. Cela diffère des expériences modernes étant donné qu'au cours des 400 dernières années seulement 4 % des victimes ont été tuées par les chutes de cendre durant les éruptions explosives. Les 62 % de victimes restantes ont été trouvées dans les dépôts pyroclastiques et en conséquence ont probablement été tuées par la nuée ardente, à la fois par suffocation due à l'inhalation de cendres et par la déflagration et les débris jetés de tous côtés. À l'opposé des victimes trouvées à Herculanum, l'examen des vêtements, des fresques et des squelettes montrent qu'il est improbable que les hautes températures aient été la cause principale.

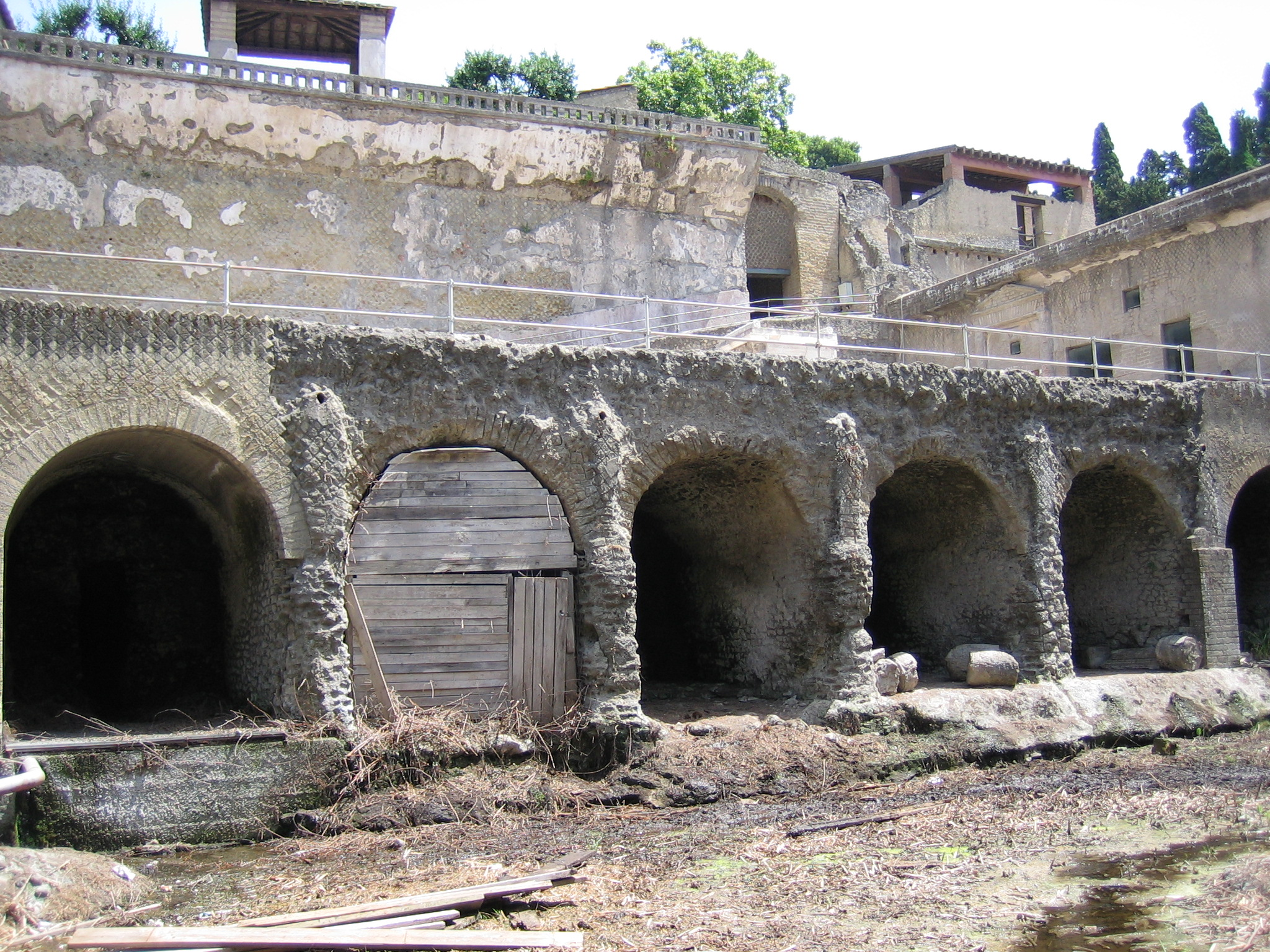
Les abris entreposant les bateaux, à Herculanum, où de nombreux squelettes furent découverts

Herculanum, qui se trouvait plus près du cratère, a été sauvée des chutes d'éjectas par la direction du vent mais a été ensevelie sous 23 mètres de boue déposée par plusieurs coulées de boue enflammées. Il est vraisemblable qu'elle ait tué la plupart, si ce n'est toutes les victimes, ceci étant mis en évidence par les effets des hautes températures trouvés sur les squelettes des victimes découvertes sous les voûtes et l'existence de bois carbonisé dans de nombreux bâtiments.
Pompéi et Herculanum n'ont jamais été reconstruites bien que des citoyens survivants et probablement des pillards aient entrepris un vaste travail de sauvetage après les destructions. L'éruption a changé le cours du Sarno et rehaussé le niveau de la plage, si bien que Pompéi n'est plus désormais ni sur la rivière, ni au bord de la côte.
La localisation des villes était finalement oubliée jusqu'à leur redécouverte accidentelle au XVIIIe siècle. Le Vésuve lui-même a subi des changements majeurs, ses versants étant dénudés et son sommet changeant considérablement à cause de la force de l'éruption,,,,,,.

#### Vestiges archéologiques

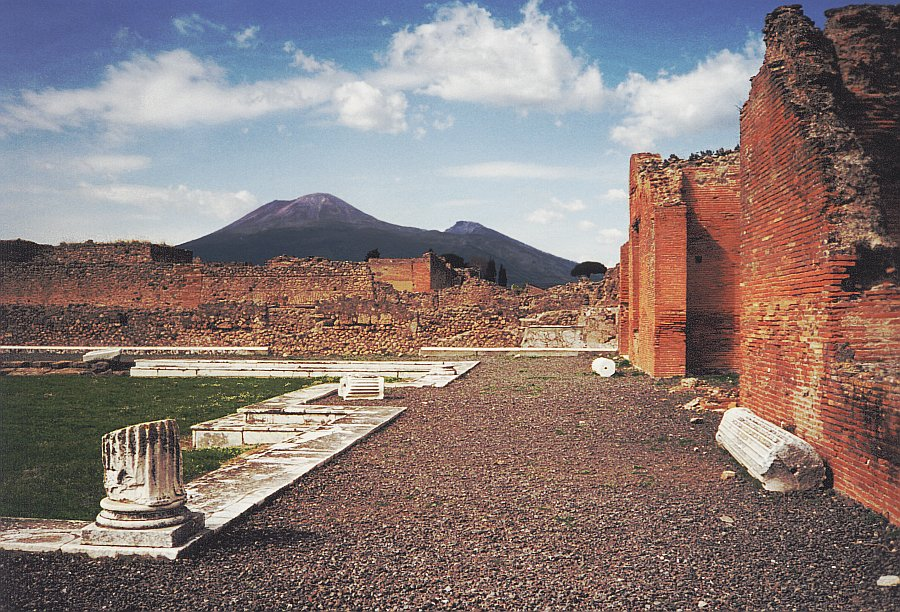
Le Vésuve depuis les ruines de Pompéi.

Le site antique de Pompéi est classé au patrimoine mondial de l'UNESCO depuis 1997, avec Herculanum et Torre Annunziata.
L'éruption a enseveli entièrement la ville, créant une gaine protectrice sur les corps et a provoqué l'oubli de la ville pendant 1 600 ans. Redécouverte par hasard au XVIIe siècle, la ville s'est conservée mieux que si la catastrophe ne s'était pas produite : les fouilles exécutées au XVIIIe siècle ont permis d'exhumer une cité florissante dans un état de conservation inespéré, précieux témoignage de l'urbanisme de l'Empire romain.
Les archéologues ont confirmé le récit de Pline le Jeune, qui a assisté adolescent à l'éruption.

### Éruption de 1631
Le Vésuve se réveille à nouveau le 16 décembre 1631. Après plusieurs signes précurseurs, comme un renflement du fond du cratère, de légers tremblements de terre et l'assèchement de sources, le Vésuve se met à émettre un haut nuage de cendre, suivi quelques heures plus tard par une première émission importante de lave, faisant ses premières victimes à Portici et obligeant la majeure partie de la population à se réfugier à Naples. À cause de pluies incessantes, les chutes de cendre dégénèrent en pluies de boue sur presque toute la région, des flancs de la montagne jusqu'à Naples qui est directement menacée, fait extrêmement rare.

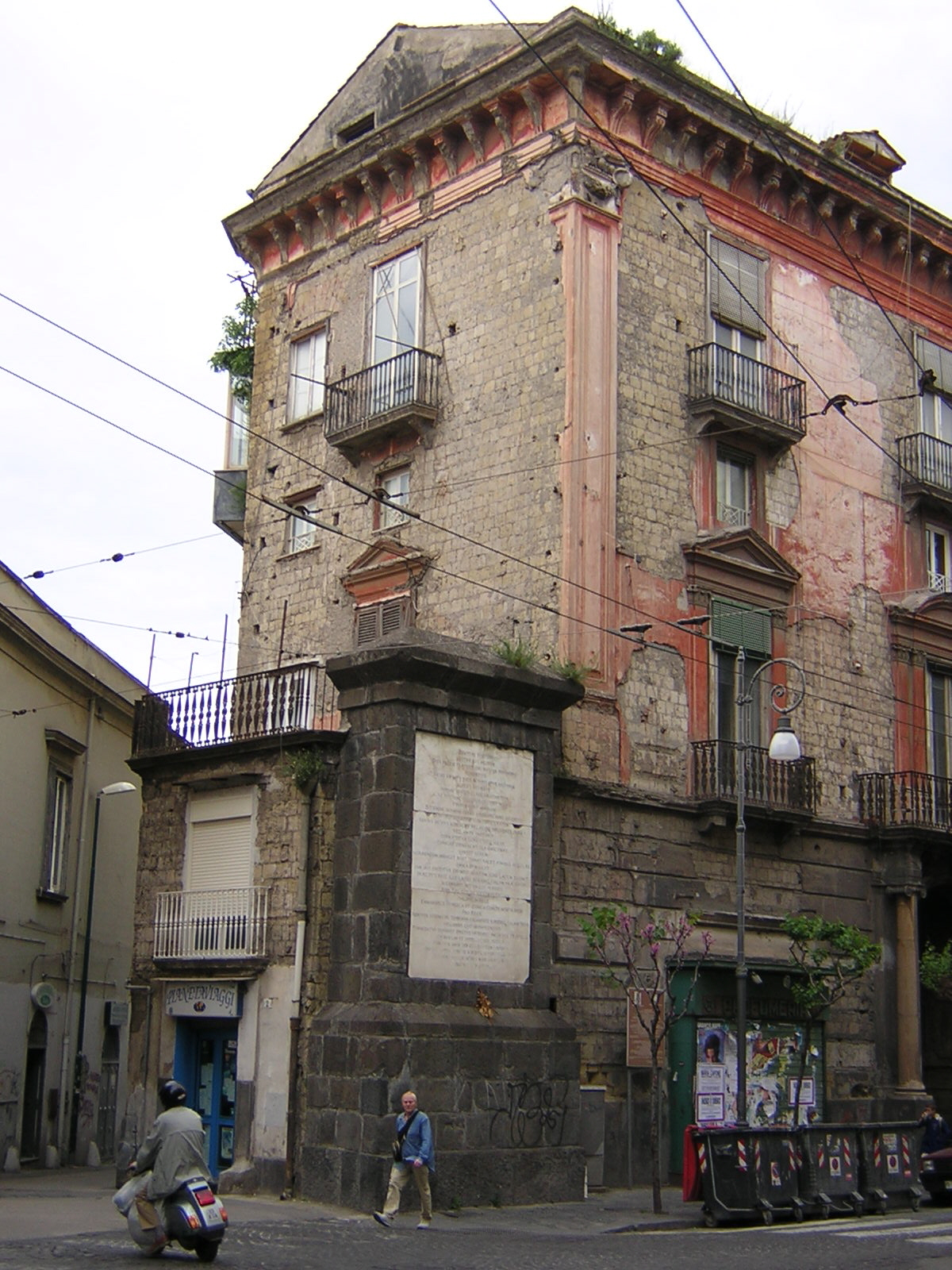
Portici, corso Garibaldi – Monument commémorant l’éruption de 1631.

Le 18 juillet, l'archevêque de Naples ordonne l'exposition des reliques de San Gennaro, saint patron de Naples, plusieurs processions dans la ville, puis une procession vers le Vésuve jusqu’au pont de la Maddalena, derrière sa statue sortie de la cathédrale, avec l’ampoule contenant son sang.
Sur le littoral, Portici, Resina (l'antique Herculanum), Torre del Greco et Torre Annunziata sont en partie détruites ; Pietra Bianca (« Pierre Blanche »), hameau de Portici, a été rebaptisé Pietrarsa (« Pierre Brûlée »). En raison de pluies persistantes, des lahars dévalent le versant nord, produisant de terribles destructions jusqu'en janvier, d’Ottaviano à Sant'Anastasia ; on compte entre 3 000 et 4 000 victimes[réf. nécessaire], ainsi que de nombreux animaux domestiques, en particulier des bovins, tués dans les champs par les lahars et les coulées de lave.
Un contemporain, Alonso de Contreras, décrit l'éruption à laquelle il a assisté :

« Le mardi 16, à l'aube, voilà que s'élève un grand panache de fumée [...] au début de la journée voilà le soleil qui commence de s'obscurcir, le tonnerre de gronder, les cendres de pleuvoir [...] le jour se changeait en nuit [...] outre la cendre [...] il pleuvait de la terre et des pierres de feu, telles les scories que les forgerons tirent de leurs forges, mais dont certaines étaient aussi grandes que la main [...] Au milieu de tout cela un tremblement de terre continuel, au point que dans la nuit trente sept maisons croulèrent et qu'on entendait les cyprès et les orangers se déchirer, comme si on les eût fendus avec une cognée. Tout le monde criait : « Miséricorde ! » c'était terrible à entendre. »

— Alonso de Contreras, Mémoires du Capitan Alonso de Contreras
À Portici, corso Garibaldi sur la façade du municipio, une stèle monumentale décrit en latin l’éruption - phénomènes précurseurs, paroxysme, durée, effets - et recommande aux générations futures de fuir sans tarder, dès les premières manifestations du réveil du volcan.
À Naples, pour rappeler le danger, une statue en marbre de San Gennaro a été érigée en 1777 sur le pont de la Maddalena, où, selon les chroniques du temps, l’éruption de 1631 s’était arrêtée quand la procession suivant la statue y était arrivée. Le saint tend sa main droite vers le Vésuve pour le calmer et protéger la ville.

### Autres éruptions connues

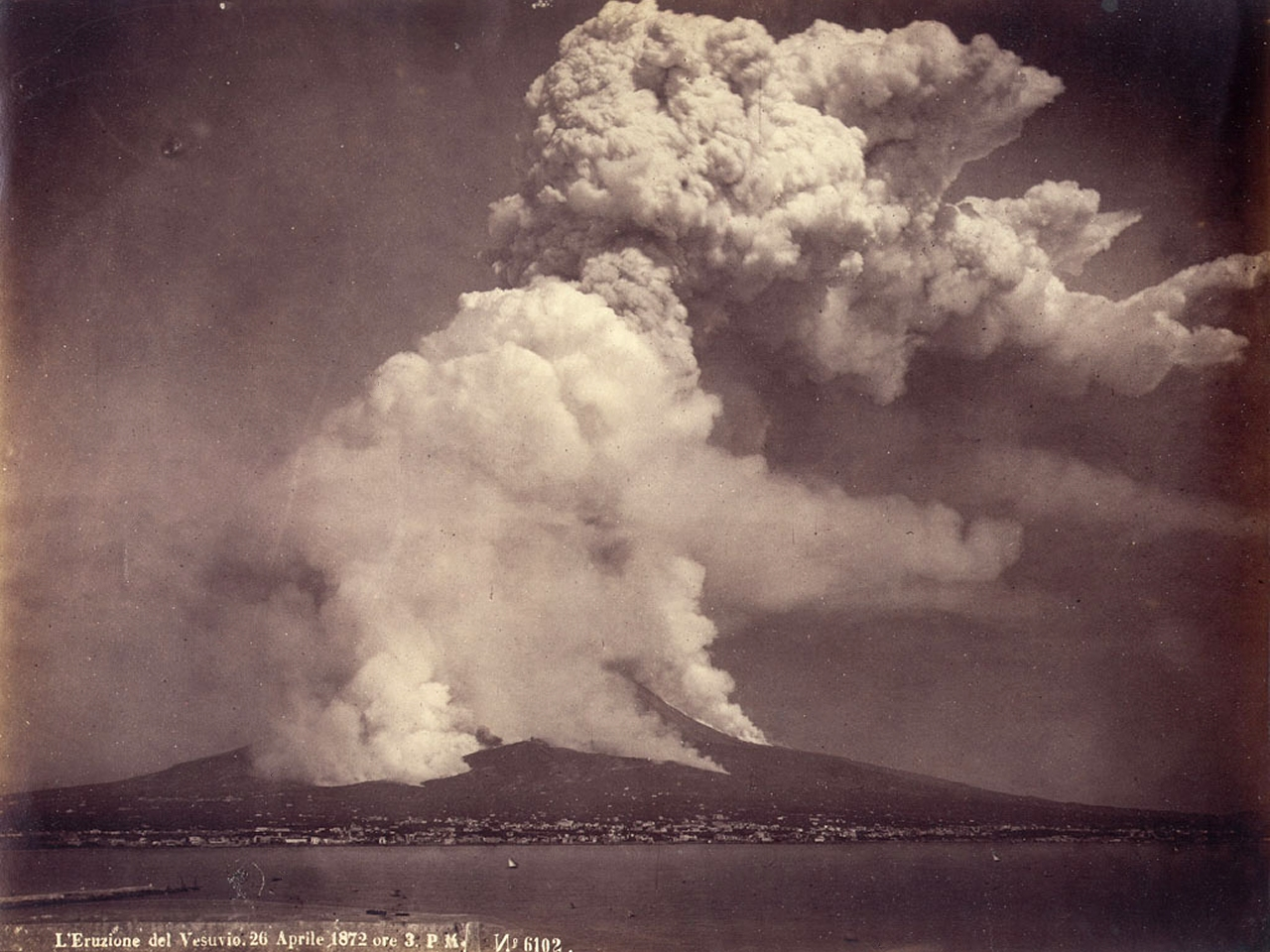
L'éruption de 1872 par Giorgio Sommer.

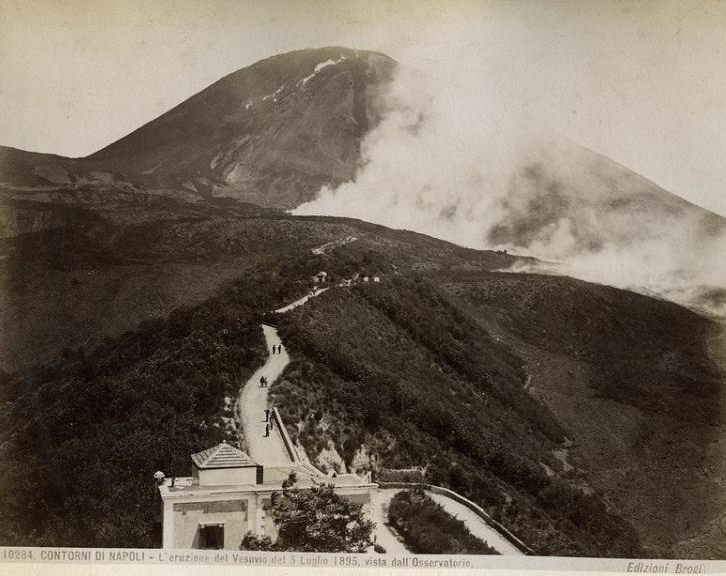
L'éruption du 5 juillet 1895 par Carlo Brogi.

Depuis l'éruption de 79, le Vésuve est entré en éruption plus d'une trentaine de fois. En 203, Dion Cassius en est témoin. En 472, il éjecte un tel volume de cendre que des retombées sont rapportées aussi loin que Constantinople. L'éruption de 512 est si rude que les personnes habitant sur ses flancs se voient accorder une exemption de taxes par Théodoric le Grand, roi ostrogoth d'Italie. Des éruptions successives se déroulent en 685, 787, 968, 991, 999, 1007 et 1036 avec la première coulée de lave consignée. Le volcan entre dans une phase d'inactivité à la fin du XIIIe siècle et les années suivantes il est à nouveau recouvert de jardins et de vignobles. L'intérieur du cratère est également rempli de broussailles.
1631 marque le début d'une nouvelle phase particulièrement destructive et pratiquement continue, avec de violentes éruptions en 1660, 1682, 1694, 1698, 1707, 1737, 1760, 1767, 1779, 1794, 1822, 1834, 1839, 1850, mai 1855, 1861, 1868, 1872, avril 1906, 1926, 1929 et mars 1944. Celle de 1906 notamment tue plus de 100 personnes et éjecte plus de lave qu'il n'en avait jamais été mesuré lors d'une éruption du Vésuve.
Le dernier événement majeur se déroule en 1944, détruisant les villages de San Sebastiano al Vesuvio, Massa di Somma, Ottaviano et une partie de San Giorgio a Cremano, ainsi qu'environ 88 avions bombardiers B-25 de l'US Air Force, alors que la Seconde Guerre mondiale continue à faire rage en Italie. Avec la destruction des bombardiers du 340th Bomb Group (en), basé près de Terzigno, l'effort de guerre américain au-dessus de l'Italie a été reporté ou arrêté jusqu'au remplacement des aéronefs,.
Ces éruptions peuvent se classer en trois catégories :
- éruptions explosives : 203, 472, 512, 685, 968, 999, 1680, 1682, 1685, 1689 ;
- éruptions effusives : 1717, 1725, 1728, 1730, 1751, 1752, 1755, 1771, 1776, 1785, 1805, 1810, 1812, 1813, 1817, 1820, 1831, 1855, 1858, 1867, 1868, 1871, 1884, 1891, 1895, 1899, 1929 ;
- éruptions effusivo-explosives : 1036, 1068, 1078, 1139, 1631, 1649, 1660, 1694, 1698, 1707, 1714, 1723, 1737, 1761, 1767, 1779, 1794, 1822, 1834, 1839, 1850, 1861, 1872, 1906, 1944 ;
- nature éruptive incertaine : 787, 991, 993, 1007, 1305, 1500.

### Ancien funiculaire

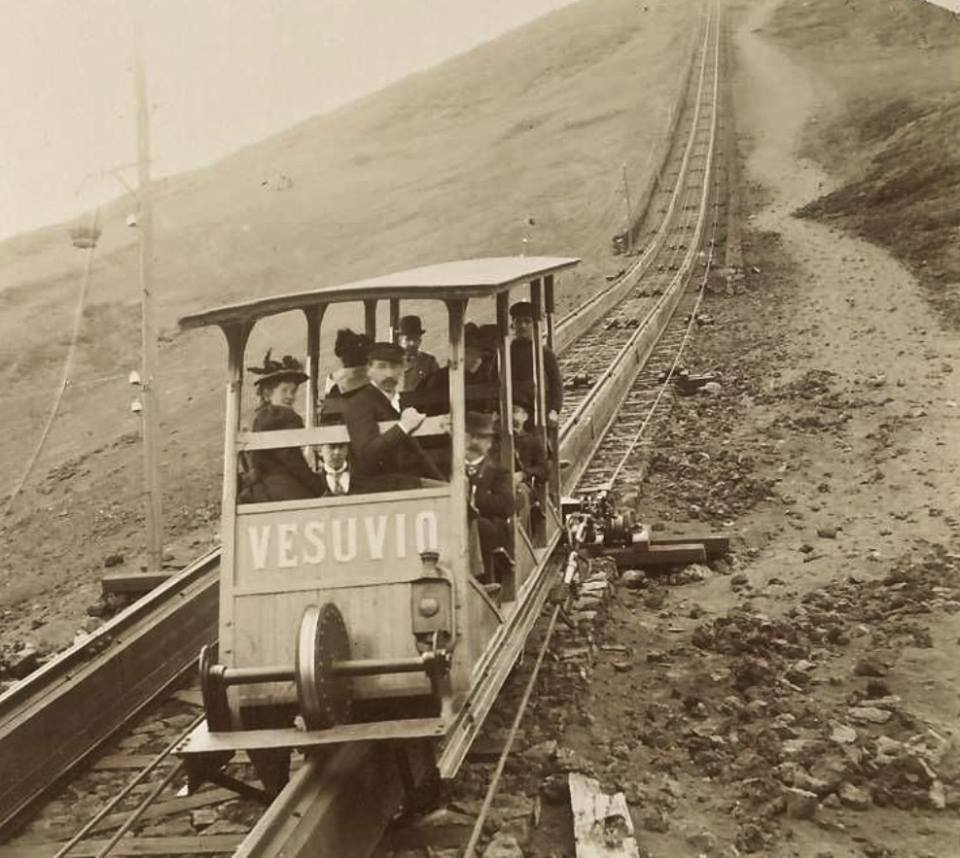
Le wagon Vesuvio de l'ancien funiculaire.

En 1870, l'ingénieur hongrois Ernesto Emanuele Oblieght confie à Galanti, Sigl et Wolfart le projet de construire un système qui pourrait permettre de monter au sommet du Vésuve tout en restant confortablement assis. Les trois experts conçoivent un projet de funiculaire dont la réalisation incombe à l'ingénieur Emilio Olivieri de Milan. Entre-temps, le 21 décembre 1878, Oblieght se voit accorder par l'État une concession de 9 700 m2 pour 30 ans à hauteur de 150 lires par an et reçoit l'autorisation de réaliser ses projets. Les travaux se terminent un an et demi plus tard, pour un coût de 435 000 lires. Le 6 juin 1880, vers 17 h, le funiculaire du Vésuve est inauguré. Il s'agit à cette époque du seul moyen de transport permettant de gravir un volcan actif : 830 mètres de long, un pourcentage de 45 à 63 % pour un dénivelé de 390 mètres sur la face sud-ouest. Le 10 juin, il est ouvert au public.
Le 13 décembre 1886, Oblieght cède, comme prévu, la concession et le management de l'entreprise pour le montant de 1 200 000 lires aux Français de la Société anonyme du chemin de fer funiculaire du Vésuve. À cette époque, 300 touristes expérimentent chaque jour la montée du volcan. Pourtant, l'entreprise, endettée par les coûts de maintenance et les faibles recettes, est contrainte à son tour de céder la concession à la Thomas Cook and Son Company, pour 170 000 lires, le 24 novembre 1888. John Mason Cook, héritier à la mort de son père en 1892 doit faire face à des pressions financières et des sabotages de la part des guides locaux. La nouvelle ligne de chemin de fer Pugliano-Vésuve, construite en 1903, contribue à doubler le nombre de touristes transportés au cratère. La compagnie doit remplacer l'installation par une plus moderne pour accroître sa capacité : le nombre de sièges passe de 10 à 18.
Mais l'éruption des 7 et 8 avril 1906 détruit les stations de départ et d'arrivée, le restaurant, les équipements et les deux nouveaux wagons, enfouis sous 20 à 30 mètres de cendre. La voie ferrée est également endommagée et le volcan est transfiguré. Pourtant, tout est reconstruit, et en 1909, un nouveau funiculaire est en service, grâce au projet d'Enrico Treiber. Le 12 mars 1911, une nouvelle éruption nécessite un peu moins d'un an de réparation à la station supérieure. L'installation fonctionne de nouveau à plein régime et échappe à l'éruption de 1929, alors que les frères Cook se retirent en 1928 et cèdent une partie de leurs parts à la Société anonyme italienne des chemins de fer du Vésuve. Finalement, après 1944, le funiculaire, irréparablement endommagé, est laissé à l'abandon.
Un contrat pour construire un télésiège est accordé en 1951 à Von Roll, de Berne, pour seulement un tiers du prix potentiel de la reconstruction du funiculaire, utilisant de surcroît la station de départ de l'ancien ouvrage. Il est inauguré le 8 juillet 1953 et est le premier à proposer des sièges doubles en Italie, offrant une capacité de 1 000 personnes par jour. Mais il est stoppé en 1984, après avoir transporté environ 100 000 touristes, dont la moitié d'étrangers, car il s'avère inapproprié pour des groupes importants.
Un plan de reconstruction du funiculaire, réalisé par l'architecte Nicola Pagliara, est approuvé en 1988. Les travaux commencent en novembre 1991, mais sont arrêtés peu de temps après, tandis que les vestiges des wagons de 1909 étaient mis au jour.

## Activités

### Accès et ascension
Aujourd'hui, le sommet du Vésuve est ouvert aux visiteurs et il existe un petit réseau de sentiers autour de la montagne qui est entretenu par les autorités du parc.
Il est possible d'accéder par une route goudronnée de 13 kilomètres, depuis Ercolano, près du péage de l'autoroute Naples-Salerne, jusqu'à 200 mètres du sommet, mais la distance finale se fait à pied uniquement : il y a un chemin en spirale autour du cône, depuis la route jusqu'au cratère.
La montagne a d'ailleurs servi d'arrivée, le 23 mai 1990, à la troisième étape du Tour d'Italie cycliste, avec la victoire de l'espagnol Eduardo Chozas, ainsi qu'à la 19e étape du Giro 2009, remportée par l'espagnol Carlos Sastre.

### Agriculture et artisanat

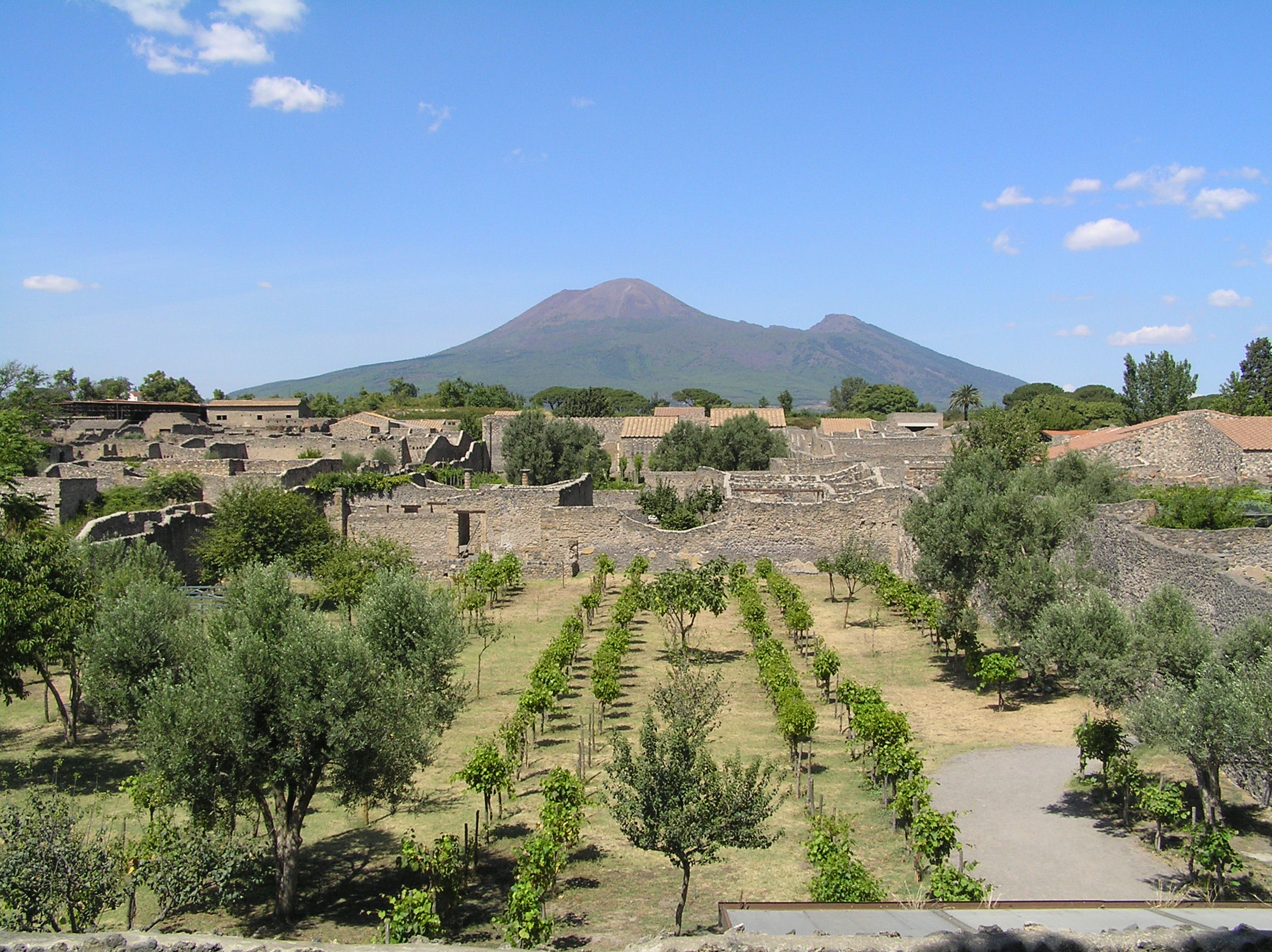
Pompéi : terre fertile au pied du volcan.

L'agriculture sur le Vésuve est fortement développée en raison de la richesse des sols en minerai, du bon drainage et du climat méditerranéen. Parmi les nombreux fruits cultivés figurent l'abricot (en particulier les fameuses espèces Pellecchiella, Boccuccia liscia, Boccuccia spinosa, Cafona et Carpone) et la cerise (Ciliegia Malizia ou Ciliegia del Monte), produite surtout au pied du mont Somma. Les autres produits typiques sont les Pomodorini da serbo qui sont de petites tomates rondes au goût légèrement acidulé dû à la concentration de sucre et de sels minéraux. Elles peuvent être séchées (piennolo) ou servies en sauce. Depuis la Rome antique, le site est fameux pour ses vins rouge, rosé ou blanc : les raisins Falanghina du Vésuve, Coda di volpe (localement appelé Caprettone) ou encore Catalanesca sont cultivés ainsi que le Piedirosso du Vésuve servant à produire le vin Lachryma Christi (« larmes du Christ »). Parmi les légumes, on note le fenouil, le haricot et le brocoli qui sert d'accompagnement dans la cuisine italienne, et parmi les fruits secs, la noix et la noisette. La production de miel est également importante.
L'artisanat local a des origines anciennes et se mêle fréquemment à l'art traditionnel, très vivant. Il utilise des matériaux et techniques variées : corail en camée, calcaire, cuivre sont montés, découpés, gravés et finalement promus au niveau international.

### Géothermie
En 1987, la société italienne Agip a effectué un forage sur un des versants du Vésuve pour essayer de convertir la chaleur interne du volcan en énergie électrique. Malgré la profondeur de l'excavation, dépassant la base du volcan, aucune source thermique n'a été captée. Pourtant, en 2001, du magma a été repéré à 10 kilomètres sous la surface, par conséquent, le volcan continue à être suivi.

### Protection environnementale
La zone autour du Vésuve a été officiellement déclarée parc national le 5 juin 1995. Il a été fondé dans le but de préserver la faune et la flore, les associations environnementales, les particularités géologiques, les formations paléontologiques et les biotopes en général. Il a également pour mission de gérer et restaurer le patrimoine anthropologique, archéologique, historique et architectural, ainsi que les traditions pastorales, l'éducation et la recherche.
Les autorités du parc font face à des difficultés particulières en raison du non-respect des lois interdisant la construction de bâtiments dans la zone protégée, problème unique en Europe.
En août 2025, un feu de forêt se déclare sur les pentes du volcan.

### Évaluation et prévention des risques
Les larges éruptions pliniennes qui ont émis des quantités de magma égales ou supérieures à 1 km3, la plus récente étant celle qui a enseveli Pompéi, sont survenues après des périodes d'inactivité de quelques milliers d'années. Les éruptions sub-pliniennes qui ont émis des volumes d'approximativement 0,1 km3 comme celles de 472 ou 1631 ont été plus fréquentes avec des intervalles de quelques centaines d'années. Depuis l'éruption de 1631 jusqu'à celle de 1944, presque chaque décennie voit une ou plusieurs relativement petites éruptions qui émet entre 0,001 et 0,01 km3 de magma. Il semble que pour le Vésuve, la quantité de magma expulsé dans une éruption augmente grossièrement de façon linéaire en fonction de l'intervalle avec la dernière à raison de 0,001 km3 par an. Cela donne une prévision très approximative de 0,06 km3 pour une éruption après 60 ans d'inactivité.
Le magma stagnant dans la chambre magmatique souterraine depuis de nombreuses années commence à cristalliser, formant des constituants avec un point de fusion élevé, comme l'olivine. La conséquence est d'accroître la concentration de gaz dissous (principalement de la vapeur d'eau et du dioxyde de carbone) et l'augmentation de la teneur en silice dans le magma résiduel, rendant l'éruption ultérieure plus violente. Alors que le magma riche en gaz approche de la surface, l'énorme chute de pression causée par la réduction en poids des roches environnantes (égal à zéro à la surface) a pour conséquence l'exsolution des gaz du magma. Celui-ci, contenant des bulles, voit sa densité fortement chuter, ceci favorisant encore plus son ascension et donc sa décompression. Le magma exsolvant ses volatils devient de plus en plus visqueux, cet effet étant accru par la diminution de température qu'il subit. Les bulles de gaz ont alors du mal à s'extraire du liquide silicaté. Arrivé à un certain stade, les forces exercées par les bulles sur le magma sont plus élevées que la force de cohésion propre du liquide silicaté. Il y a alors fragmentation dans le conduit, et expulsion par l'évent du mélange magma/gaz. Ce mélange va former un panache pyroclastique, montant dans l'atmosphère.
Le volcan est inactif depuis 1944. Au cours des derniers siècles, les phases d'accalmie ont varié de 18 mois à 7 ans et demi, faisant de la phase actuelle la plus longue de ces 500 dernières années. Bien que le Vésuve ne semble pas devoir s'ébranler dans le futur immédiat, le danger posé est considéré comme très grave au vu de la tendance soudaine extrêmement violente du volcan et de la densité humaine très forte sur le volcan et ses environs.

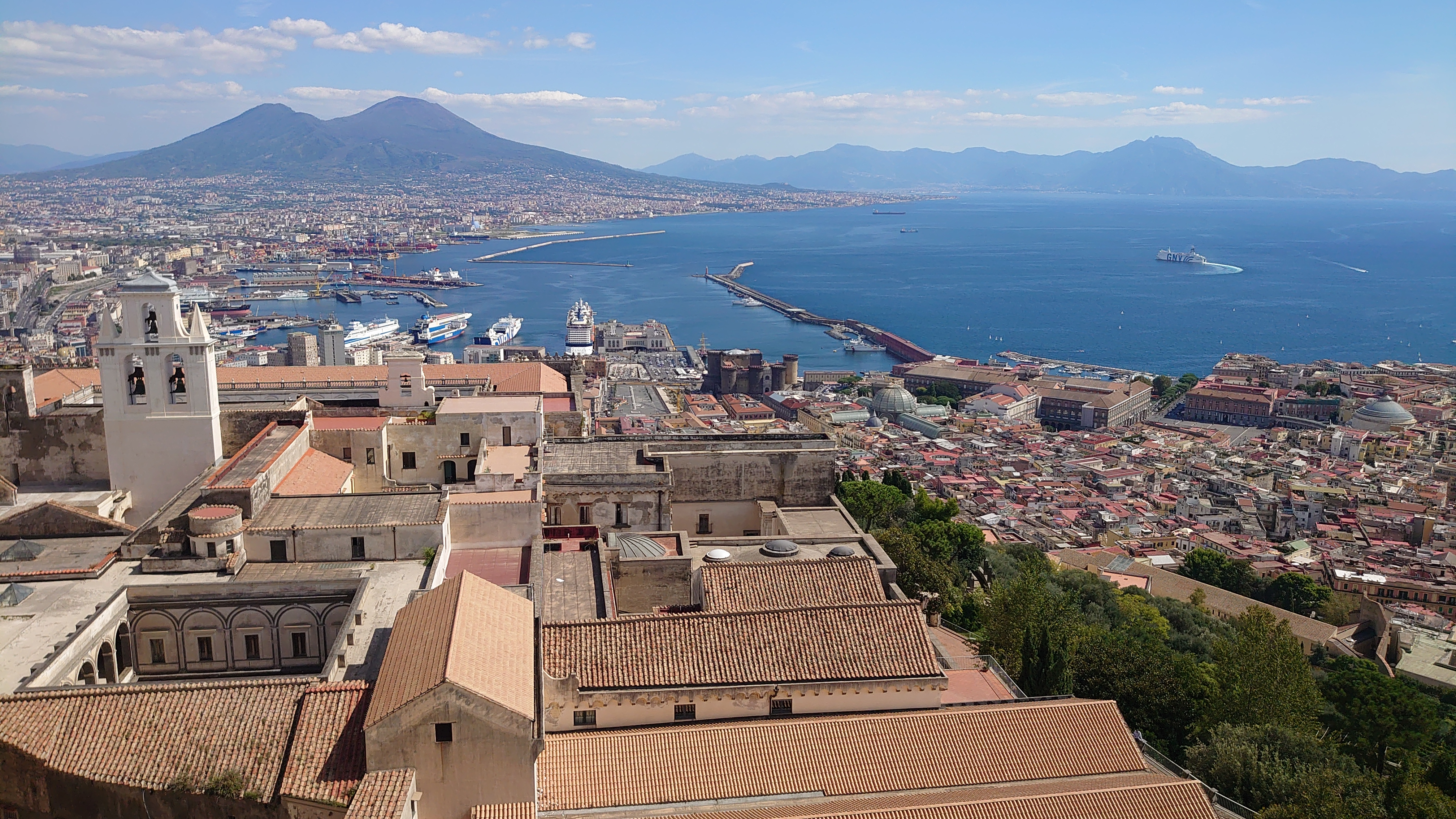
Naples et le Vésuve.

Pour ces raisons, le plan d'urgence suppose que le pire cas serait une éruption similaire à celle de 1631, avec un indice d'explosivité volcanique de 4. Avec ce scenario, les versants de la montagne s'étendant au-delà de 7 kilomètres pourraient être balayés par des nuées ardentes dévalant les pentes, tandis que les zones périphériques pourraient subir des chutes d'éjectas. En raison des vents dominants, les villes au sud et à l'est du volcan sont plus exposées et il est admis qu'une accumulation d'éjectas supérieure à 100 kg/m2, point au-delà duquel les toits menacent de s'effondrer, pourrait survenir jusqu'à Avellino à l'est ou Salerne au sud-est. En direction de Naples, au nord-ouest, ce risque de chutes d'éjectas est supposé s'étendre à peine plus loin que les pentes du volcan. Les zones spécifiques affectées par le nuage de cendre dépendraient des circonstances particulières entourant l'éruption.
Le plan suppose entre deux semaines et vingt jours, de préavis d'une éruption et prévoit l'évacuation d'urgence de 600 000 personnes, comprenant 18 communes sur 200 km2 vivant dans la zona rossa (« zone rouge »), au risque maximal de nuée ardente. La « zone jaune » correspond à une zone moins dangereuse que la zone rouge car on considère que bien que subissant les retombées de lapilli, elle ne serait pas atteinte par la lave. L'évacuation par trains, ferries, cars et autobus est conçue pour durer environ sept jours et les réfugiés seraient principalement envoyés dans d'autres régions du pays plutôt que dans des zones sûres de Campanie, où ils pourraient avoir à séjourner pendant plusieurs mois. Toutefois, le dilemme pour l'exécution du plan est le moment où débuter cette évacuation massive, dès lors que si elle est décidée trop tard, beaucoup de personnes pourraient être tuées, alors que si elle est décidée trop tôt, les précurseurs de l'éruption pourraient se révéler être une fausse alarme. En 1984, 40 000 personnes ont été évacuées de la région des champs Phlégréens, mais aucune éruption ne s'est produite.
Les efforts actuels sont focalisés sur la réduction de la population vivant dans la zone rouge, en démolissant les bâtiments construits illégalement, en établissant un parc national autour des flancs supérieurs du volcan pour se prémunir contre toute nouvelle construction et en offrant des compensations financières aux personnes déménageant. Le but sous-jacent est de réduire le temps nécessaire pour évacuer la zone d'ici les 20 ou 30 prochaines années à 2 ou 3 jours.

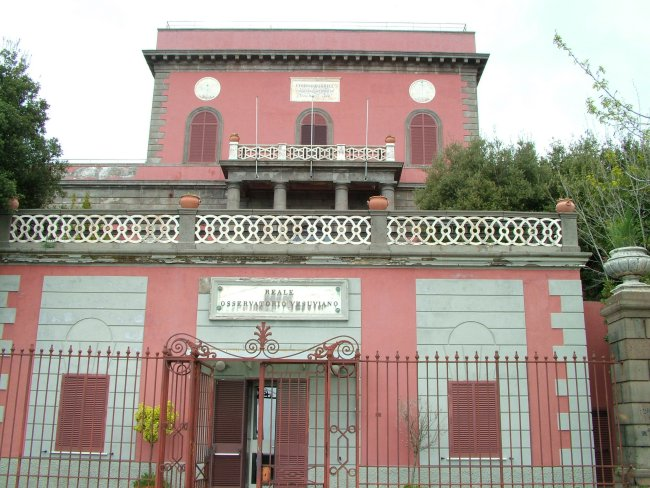
L'ancien bâtiment de l'observatoire.

Le volcan est suivi de près par l'observatoire du Vésuve à Naples avec un vaste réseau de stations sismiques et gravimétriques, la combinaison d'une base géodésique GPS et d'un radar à synthèse d'ouverture par satellite pour mesurer les mouvements du sol, ainsi qu'une surveillance géophysique locale et des analyses chimiques des gaz émis par les fumerolles. Tout ceci vise à surveiller le magma progressant sous le volcan. Jusqu'à présent, aucune montée n'a été détectée dans la limite des 10 kilomètres sous la surface, donc le volcan est, au pire, seulement dans un stade éruptif très initial,,. L'observatoire est un institut public de recherche dépendant du Ministère italien de l'université et de la recherche. Depuis 2001, il constitue une branche de l'Institut national italien de géophysique et de volcanologie, chargé en particulier du suivi de l'activité volcanique (Vésuve, champs Phlégréens, Ischia). L'observatoire est le plus ancien du monde dans le domaine de la volcanologie. Lors de sa fondation, décidée en 1841 par Ferdinand II des Deux-Siciles, roi de Naples et terminée en 1845, le bâtiment principal se situait sur les flancs du volcan, à 600 mètres d'altitude. Aujourd'hui, l'ancien site est devenu un musée et une bibliothèque historique, alors que le centre de suivi est installé à Fuorigrotta (Naples).

## Dans la culture

### Mythologie
Dans la gigantomachie, Mimas (l'un des nombreux Géants, fils de Gaïa et du sang d'Ouranos) est enseveli par Héphaïstos sous une masse de métal en fusion dont il reste prisonnier : le Vésuve.
Par ailleurs, il était considéré par les Grecs et les Romains comme une montagne sacrée au demi-dieu Héraclès - Hercule, et le nom de la ville de Herculaneum, construite à sa base, est tiré du héros.

### Représentations picturales
Le Vésuve est représenté par de nombreux artistes depuis des siècles, en particulier Turner en 1817 et, parmi les plus récentes, une série composée par Andy Warhol.

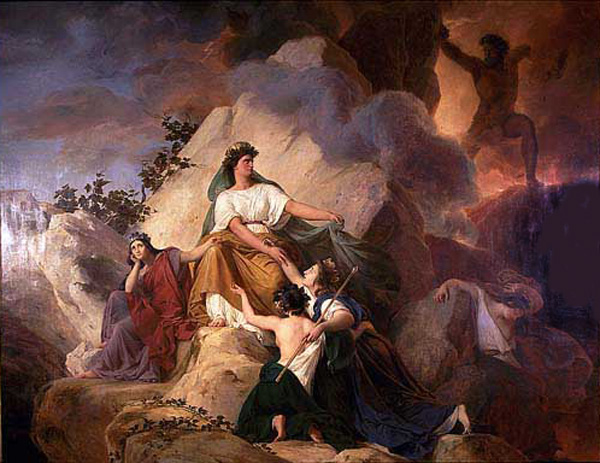
Cybèle protège contre le Vésuve les villes de Stabiae, Herculanum, Pompéi et Résina, par François-Édouard Picot, 1832.
Le Dernier jour de Pompéi, Karl Brioullov, 1827-1833.
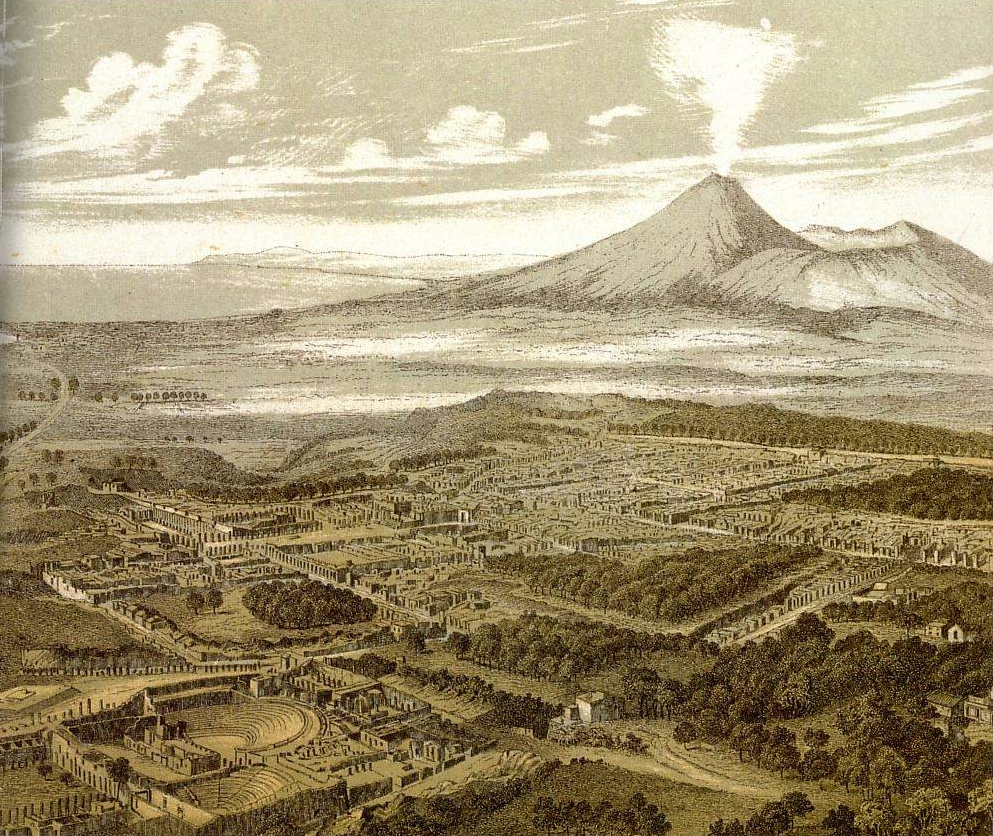
Pompéi vue du sud-ouest, lithographie de Friedrich Federer, 1850.
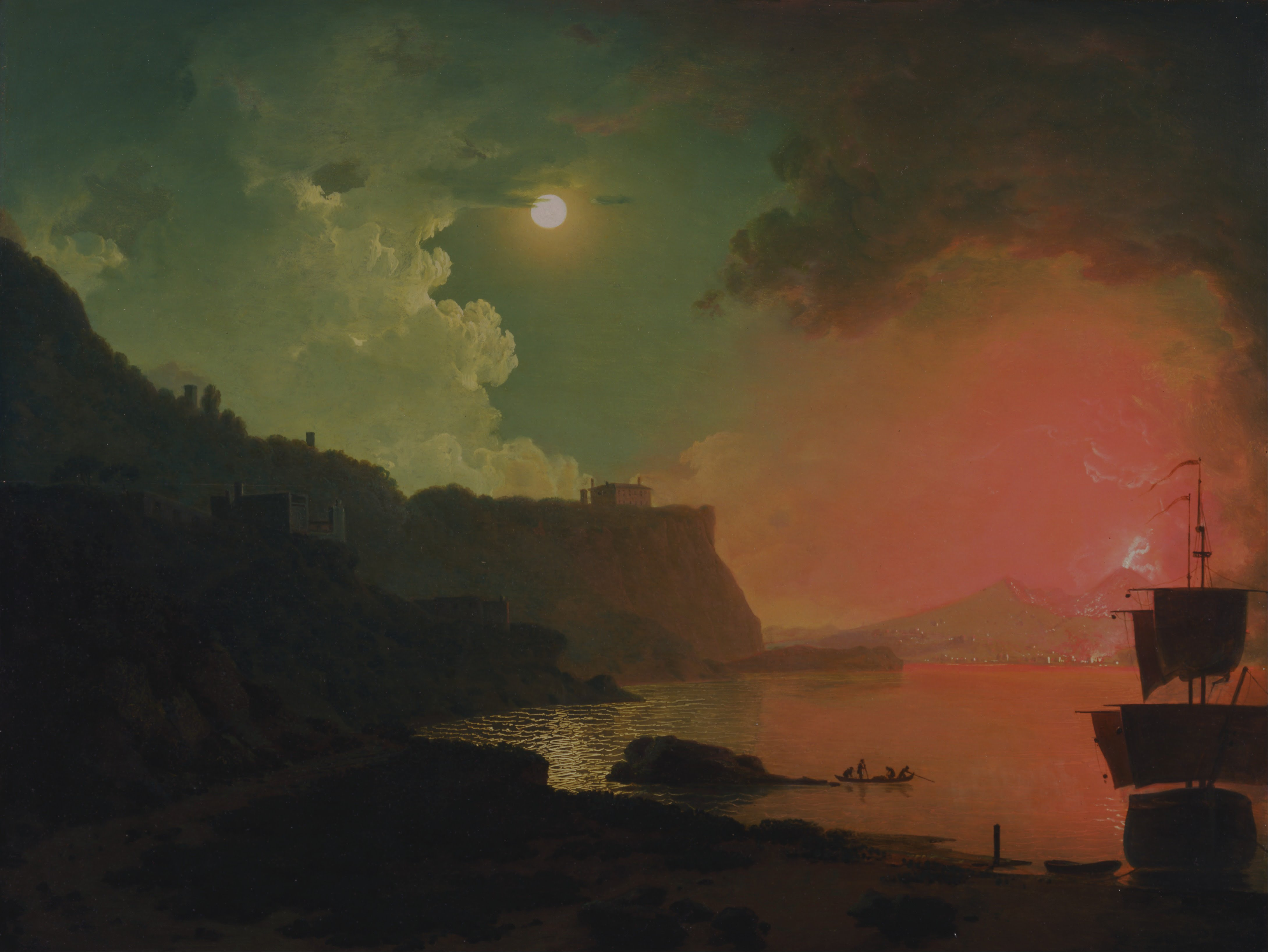
Le Vésuve depuis Posíllipo, Joseph Wright, 1788.
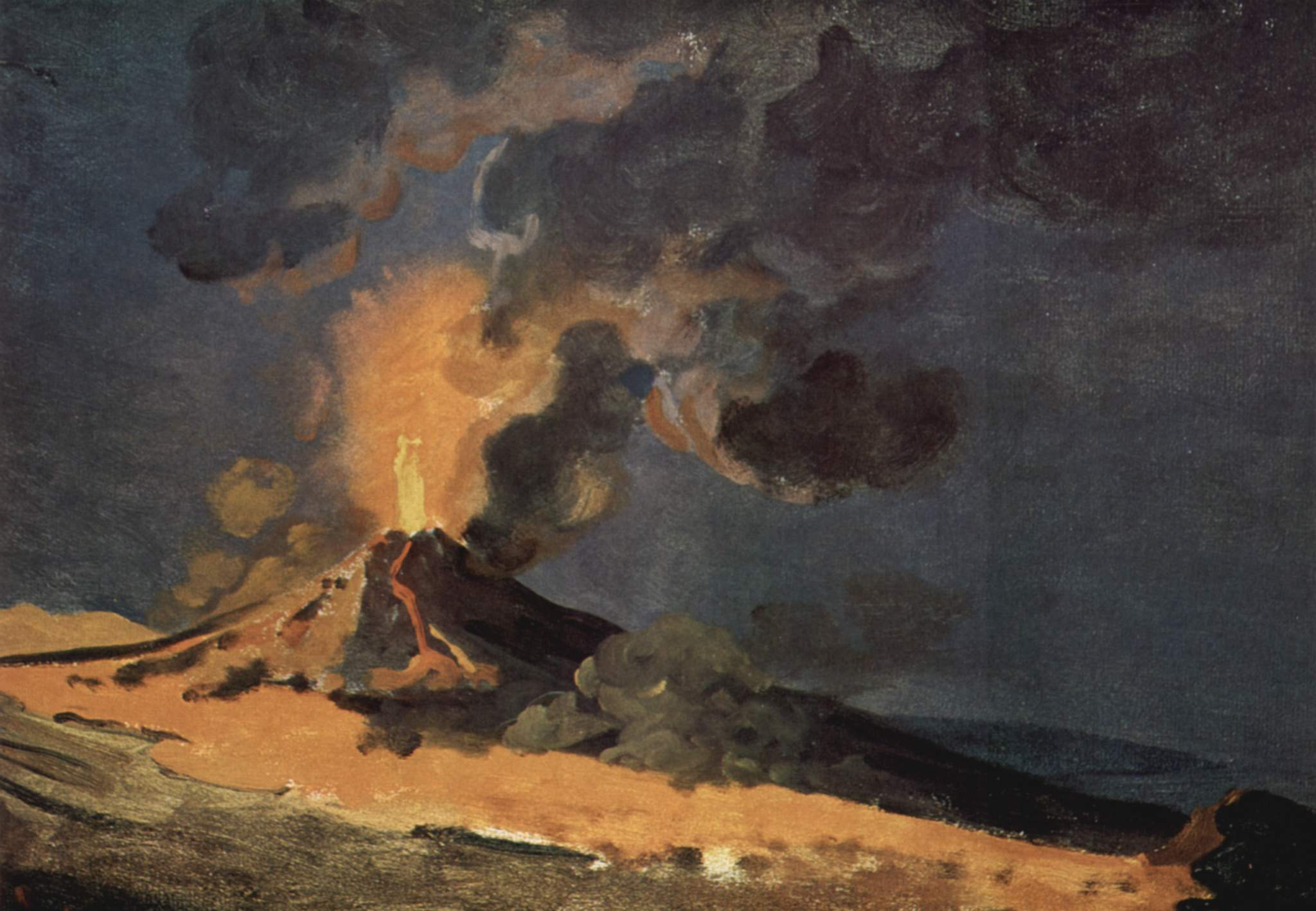
Éruption du Vésuve, Joseph Wright, 1774.
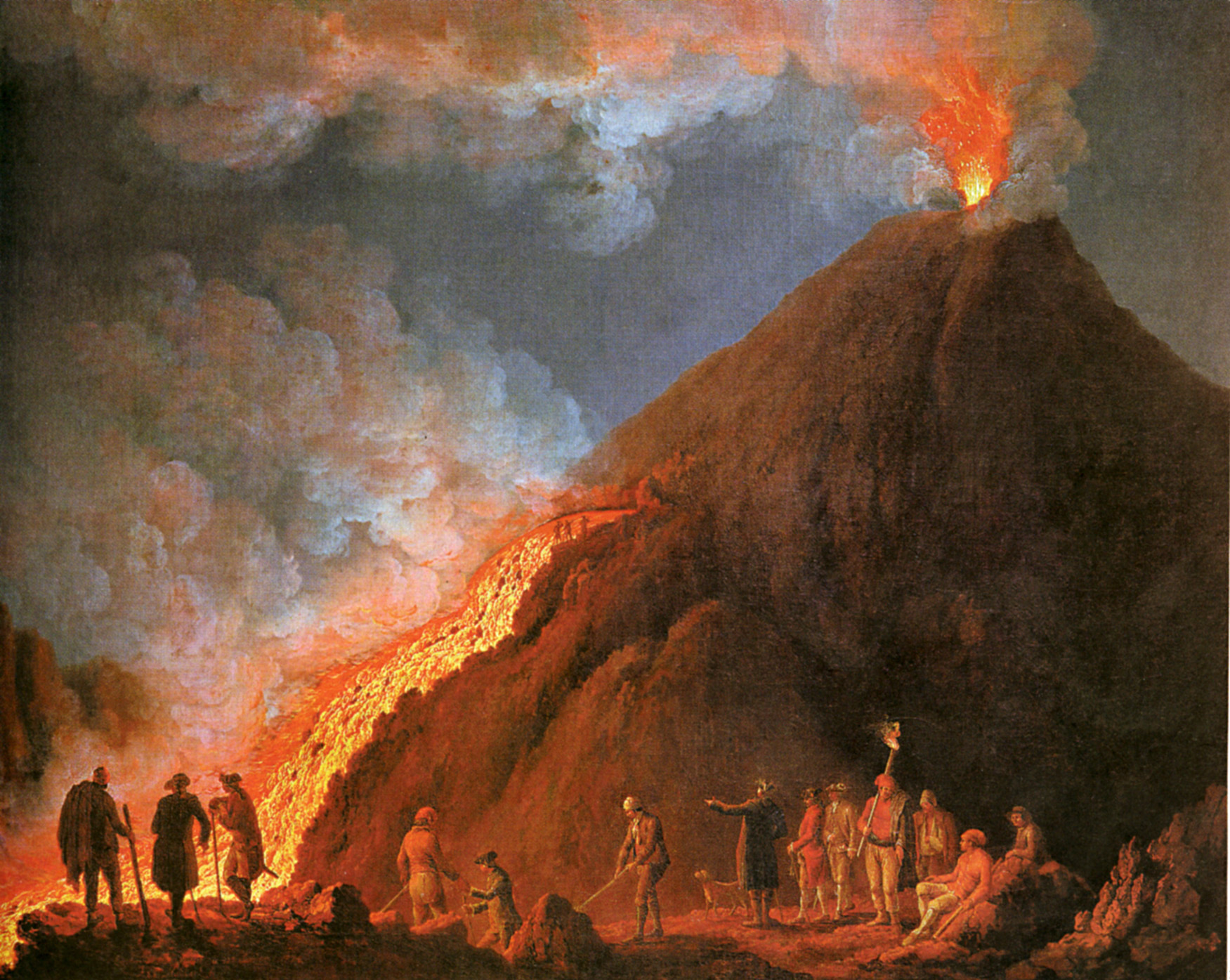
Éruption du Vésuve, Jakob Philipp Hackert, 1774.
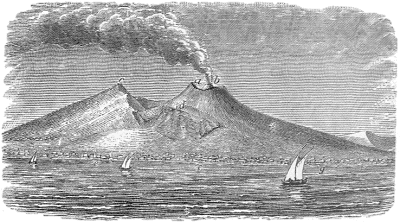
Dessin de James Dwight Dana, 1834.
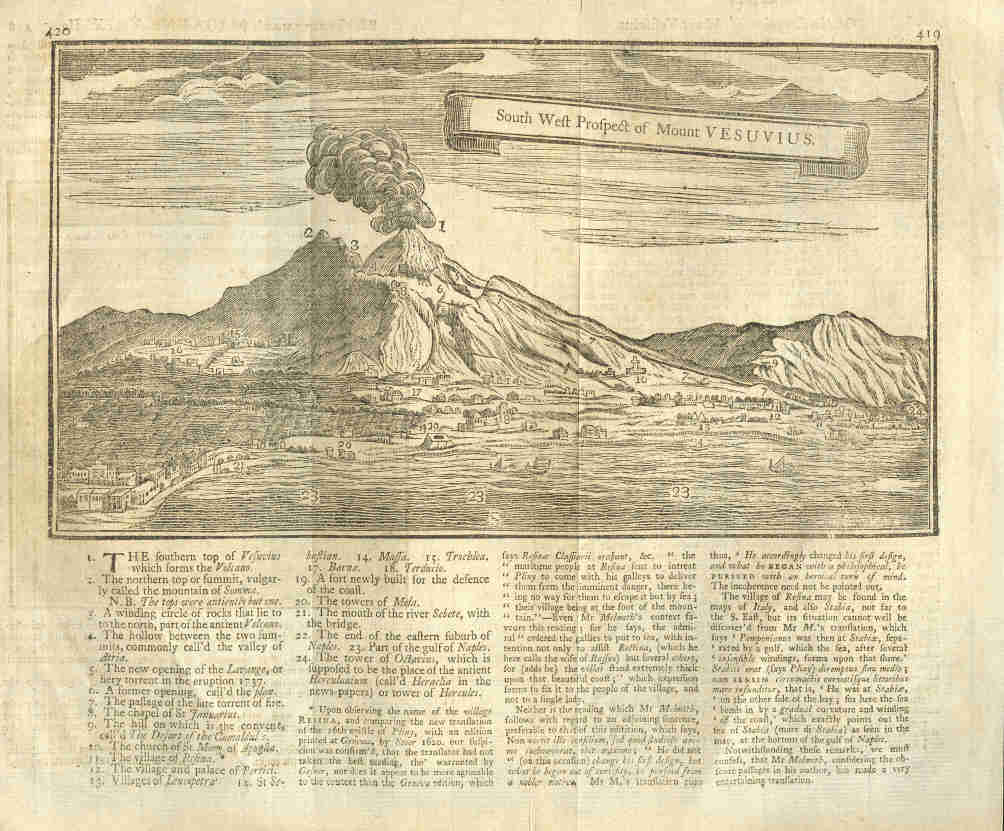
Vue sud-ouest du mont Vésuve, Illustration du Gentleman's Magazine, septembre 1747.
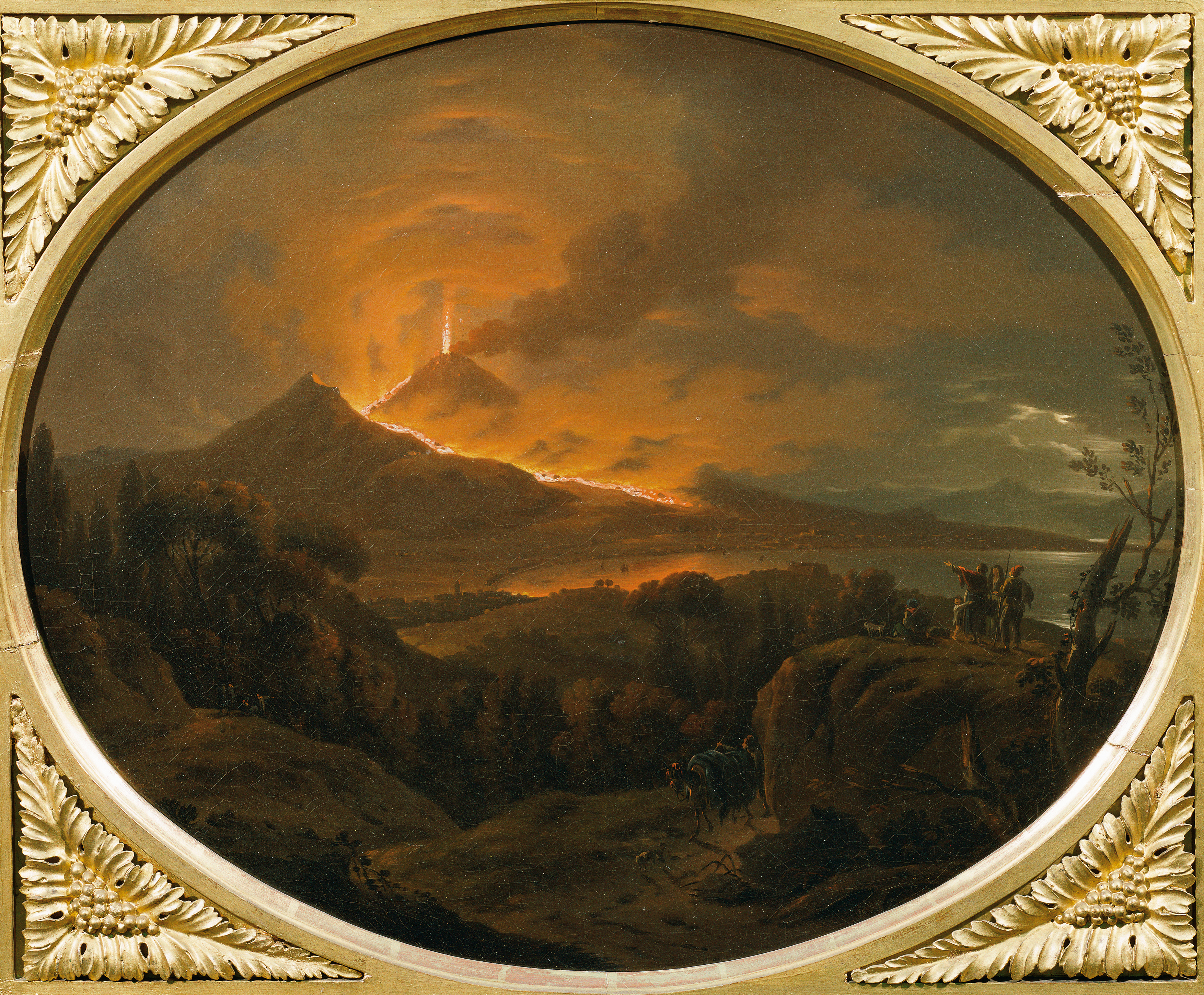
Éruption du Vésuve, palais du Belvédère (Vienne), vers 1780.
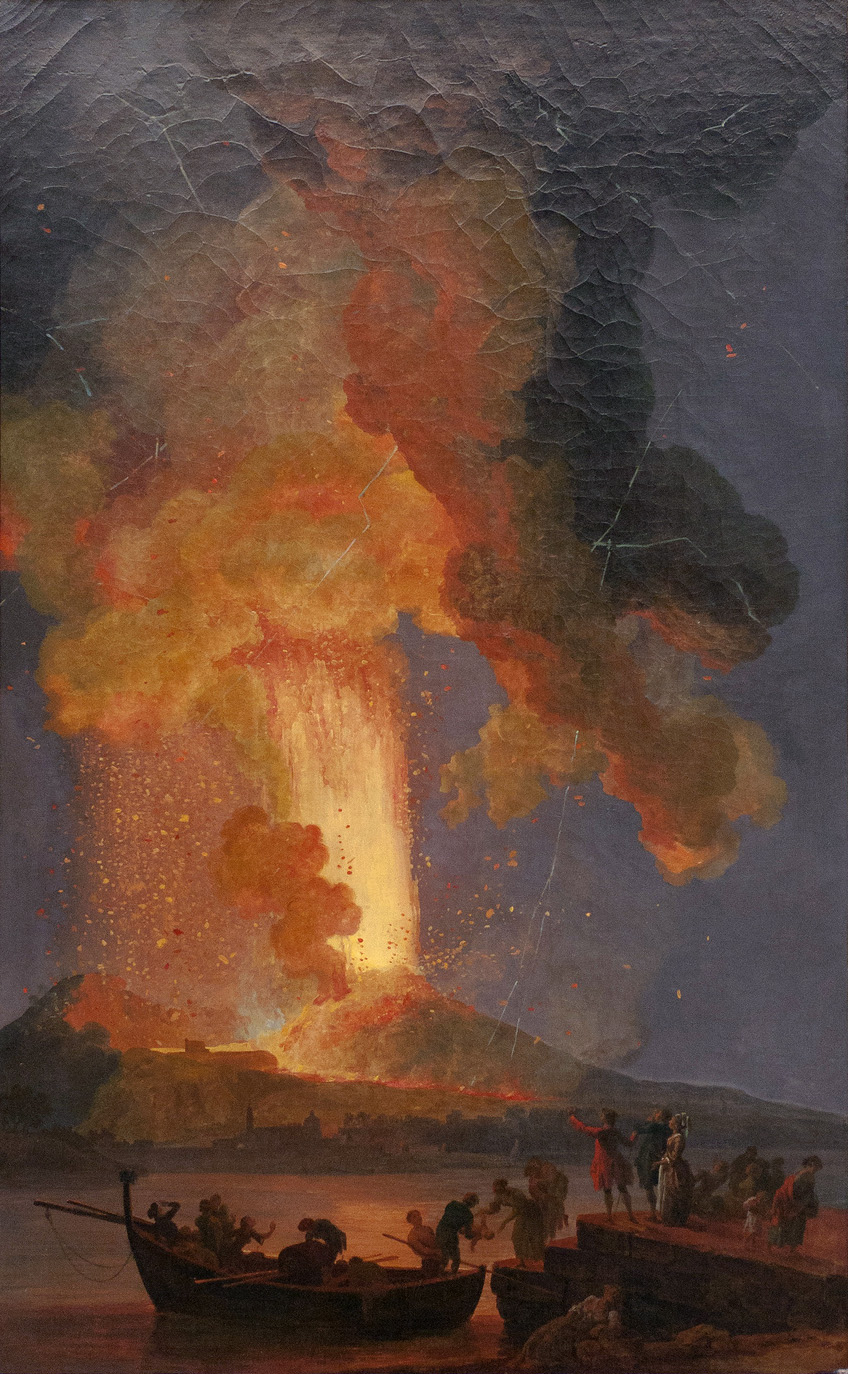
L'Éruption du Vésuve, Pierre-Jacques Volaire, 1729-avant 1802, Musée des Beaux-Arts de Brest.
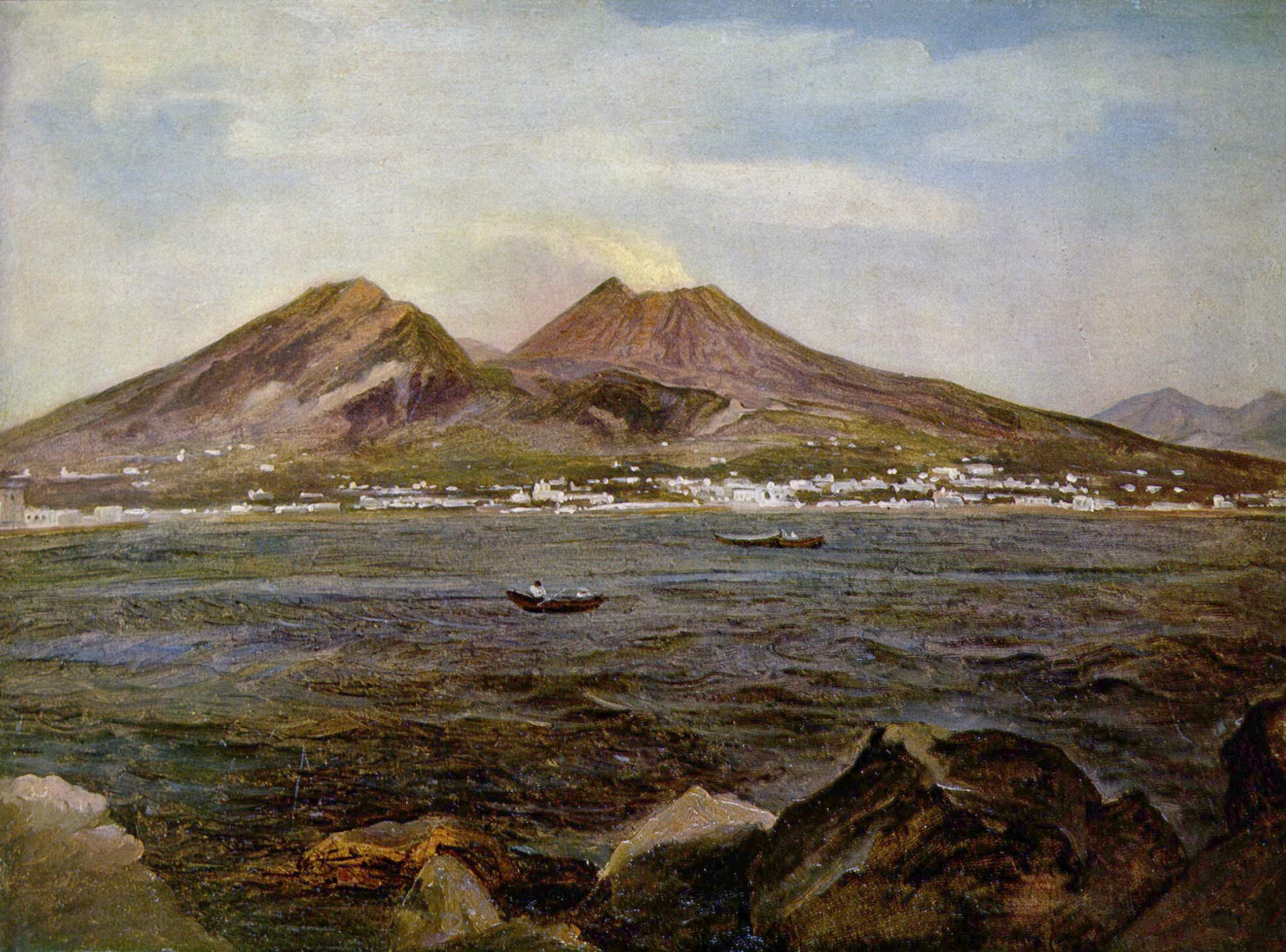
Vue sur le golfe de Naples, Joseph Rebell, 1813-1815.
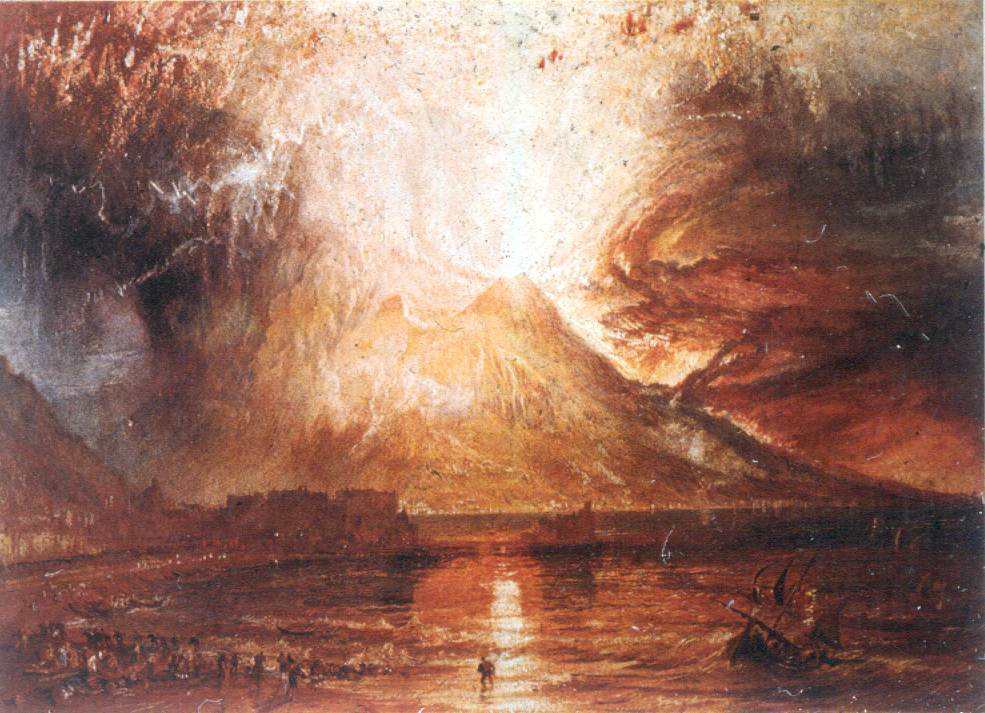
L'Éruption du Vésuve, William Turner, 1817.
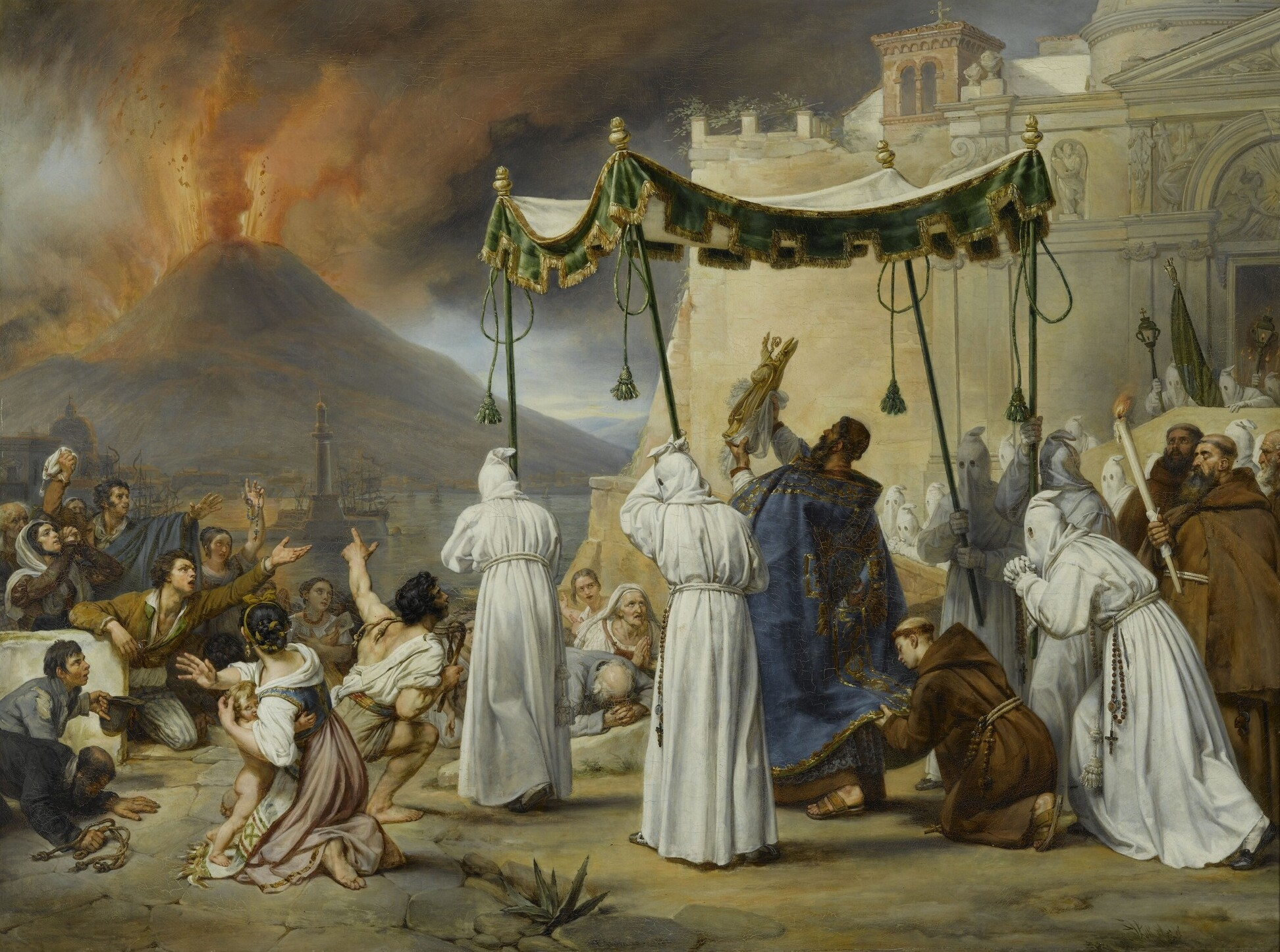
La Procession des reliques de saint Janvier pour protéger Naples lors de l'éruption du Vésuve de 1822.
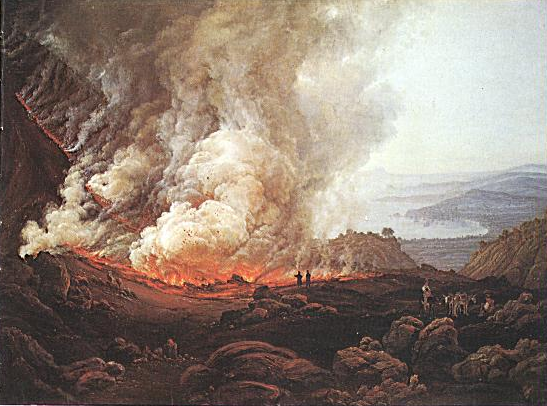
L'Éruption du Vésuve, Johan Christian Dahl, 1826.
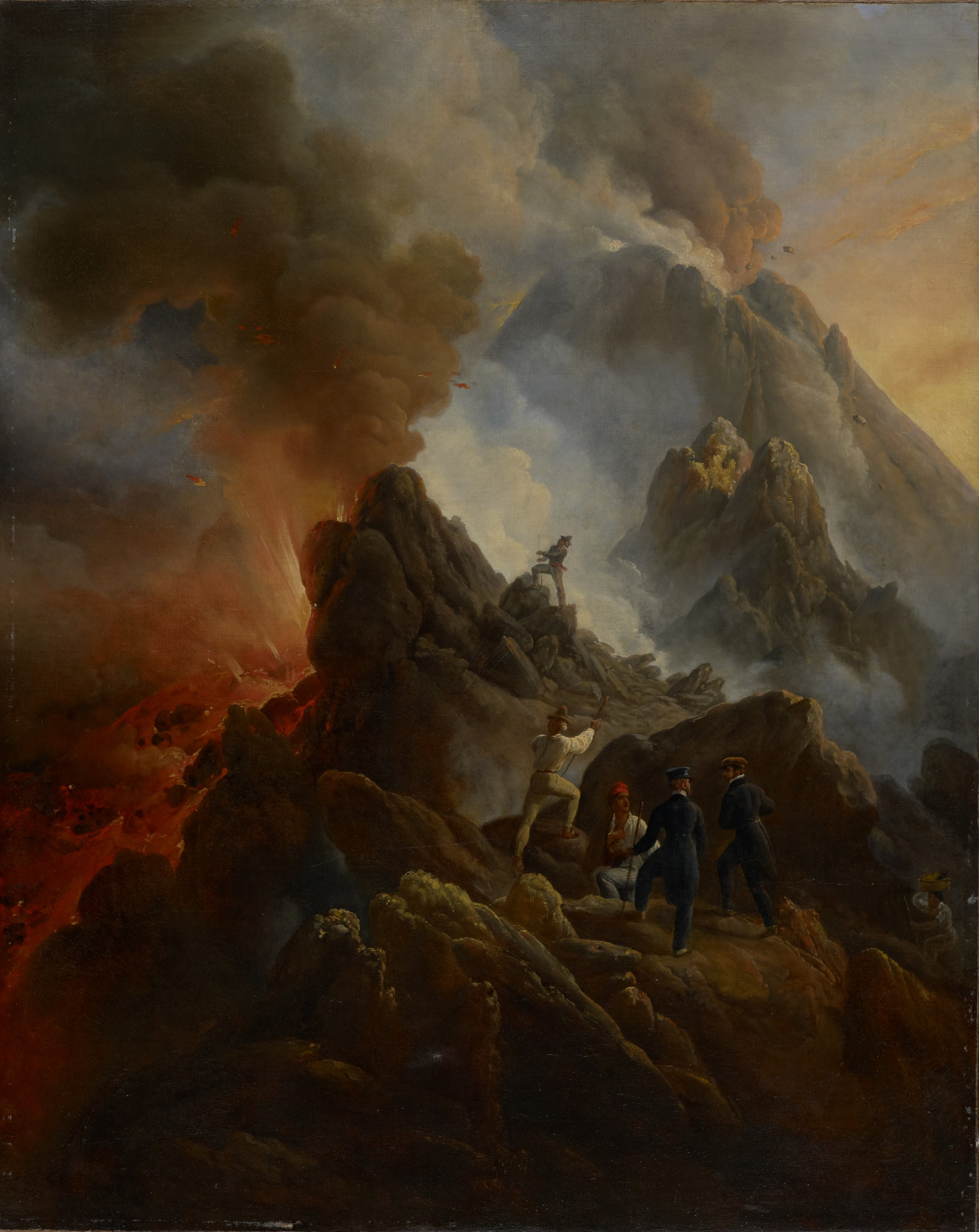
Le Vésuve en éruption, l'artiste et son père, Carle Vernet, au premier plan, Horace Vernet, vers 1822[93].

### Récits de voyages
Le Vésuve a été une destination privilégiée des écrivains romantiques, en quête de paysages grandioses, dans la première moitié du XIXe siècle. Alphonse de Lamartine évoque son ascension du volcan dans ses Mémoires inédits, de même que Chateaubriand dans son Voyage en Italie (1833), Edgar Quinet dans Allemagne et Italie (1846), etc.

### Œuvres romanesques
- Un épisode de Corinne ou l'Italie (1807) de Madame de Staël se déroule sur les pentes du Vésuve.
- Les Derniers Jours de Pompéi, roman de Edward Bulwer-Lytton paru en anglais en 1834
- Arria Marcella, de Théophile Gautier, paru dans la revue de Paris et Le Pays en 1852
- Susan Sontag, L'Amant du volcan, Christian Bourgois, 1995

### Œuvres poétiques
- Victor Hugo consacre un poème au Vésuve dans Les Chants du crépuscule, en 1830. Ce poème grave et dramatique est l'occasion pour Hugo d'évoquer des considérations religieuses.
- Tristan Corbière représente le Vésuve sur le ton de l'ironie dans Vésuves et Cie, poème qui prend place dans le recueil Les Amours jaunes, 1873.
- Jean Tardieu, dans La fête et la cendre, fait d'un couple pétrifié à la suite de l'éruption du Vésuve l'emblème de l'humanité entière.
- Giacomo Leopardi, dans Le Genêt, utilise le Vésuve comme un symbole de destruction qui permet ensuite la renaissance.
- Emily Dickinson, dans son poème no 1705, fait du Vésuve une image de sa démarche poétique.

### Œuvre musicale
- Le Vésuve d'Henri Kling pour chœur d'hommes à quatre voix, op. 471.

### Œuvres filmographiques
- The Last Days of Pompeii, 1935, film américain dans lequel joue Louis Calhern
- Les Derniers Jours de Pompéi, 1950, film franco-italien réalisé par Marcel L'Herbier
- Les Derniers Jours de Pompéi, 1959, péplum italien réalisé par Sergio Leone
- Le Dernier Jour de Pompéi, 2003, film-documentaire
- Pompéi, 2014, film américain réalisé par Paul W. S. Anderson